# Chiesa ortodossa

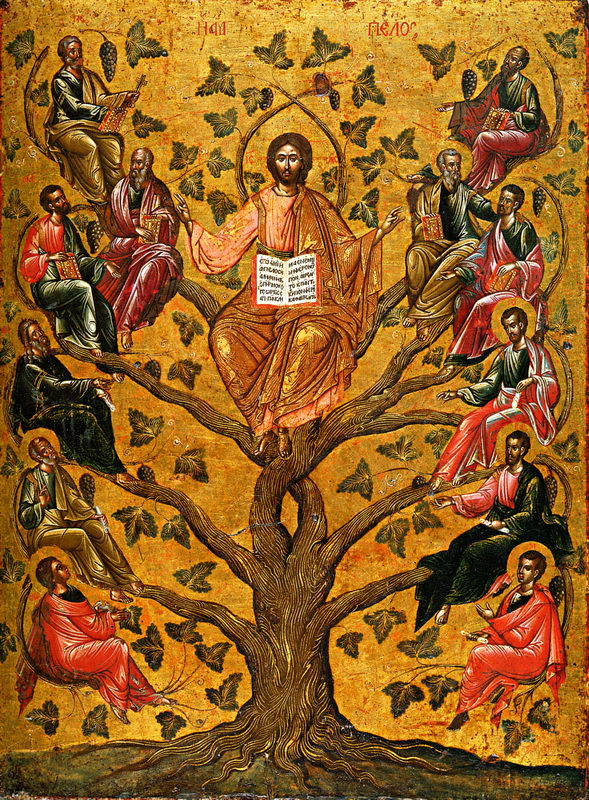
Iconografia ortodossa rappresentante Cristo e i 12 apostoli, risalente al XVI secolo, conservata al Museo bizantino di Atene.

La Chiesa ortodossa, ufficialmente Chiesa Apostolica Ortodossa, è la seconda Chiesa cristiana più grande del mondo, arrivando a contare circa 220 milioni di fedeli battezzati. Essa opera come una comunione di chiese autocefale, cioè il cui capo non riconosce alcuna autorità religiosa in terra al di sopra di sé, ciascuna governata dai propri vescovi nei sinodi locali. La chiesa ortodossa non è dotata di un'autorità dottrinale o governativa centrale analoga al vescovo di Roma (il Sommo Pontefice), tuttavia il patriarca ecumenico di Costantinopoli è riconosciuto da tutti i vescovi come primus inter pares ("primo tra pari") e considerato come il rappresentante e il capo spirituale di tutti i cristiani ortodossi.
Essendo una delle più antiche istituzioni religiose al mondo ancora esistenti, la Chiesa ortodossa ha ricoperto un ruolo di primo piano nella storia del cristianesimo e, più in generale, in quella di tutta l'Europa orientale e sud-orientale, del Caucaso e del Vicino Oriente, plasmandone la cultura e la società.
La teologia ortodossa si basa sulla santa tradizione, che incorpora i decreti dogmatici elaborati nei sette concili ecumenici, le Scritture e l'insegnamento dei Padri della Chiesa. La Chiesa ortodossa afferma di essere “una, santa, cattolica e apostolica”, fondata da Gesù Cristo nella sua Grande Missione e che i suoi vescovi sono i successori degli apostoli. Essa, inoltre, sostiene di essere depositaria della fede cristiana originaria, come tramandata dalla santa tradizione.
I cristiani ortodossi riconoscono i sette sacramenti maggiori, di cui l'Eucaristia è il principale, celebrati liturgicamente in sinassi. La chiesa insegna che attraverso la consacrazione invocata da un sacerdote, il pane e il vino sacrificali diventano il corpo e il sangue di Cristo (transustanziazione). La Vergine Maria è venerata nella Chiesa ortodossa come Madre di Dio, ‘’Theotókos’’, e viene onorata nelle devozioni.
La Chiesa ortodossa condivise la comunione con la Chiesa cattolica romana fino al Grande Scisma del 1054, che fu il culmine delle secolari controversie tra oriente e occidente su questioni teologiche, politiche e culturali, in particolare sull'autorità pontificia. Prima del Concilio di Efeso nel 431 d.C., anche la Chiesa d'Oriente condivideva tale comunione, così come le varie Chiese ortodosse orientali prima del Concilio di Calcedonia nel 451 d.C., tutte poi separate principalmente per via di alcune differenze riguardanti la cristologia.
La maggior parte dei cristiani ortodossi vive principalmente nell'Europa sudorientale e orientale, a Cipro, in Georgia e in parti della regione del Caucaso, in Siberia e nell'Estremo Oriente russo. Circa la metà dei cristiani ortodossi orientali vive nelle nazioni appartenenti nell'ex Unione Sovietica, principalmente in Russia. Vi sono comunità anche nelle ex regioni bizantine dell'Africa, nel Mediterraneo orientale e nel Medio Oriente, tuttavia in costante diminuzione a causa delle persecuzioni religiose.
Alcune comunità sono presenti anche in molte altre parti del mondo, in particolare in Nord America, nell’Europa occidentale e in Australia, formatesi attraverso la diaspora, le conversioni e l'azione missionaria. I suoi patriarcati, che ricordano la pentarchia, e le altre chiese autocefale e autonome, riflettono una varietà di organizzazione gerarchica.

## Denominazioni
Come è indicato nelle pubblicazioni del Dipartimento di Statistiche delle Nazioni Unite, le denominazioni usate dai vari stati per indicare le religioni non sono uniformi. Così i cattolici sono identificati come "cattolici" in Portogallo, ma "cattolici romani" in Germania, e il termine "ortodosso", che in Etiopia indica soprattutto appartenenza alla Chiesa ortodossa etiope, una delle Chiese ortodosse orientali, in Romania indica soprattutto l'essere membri della Chiesa ortodossa romena, una delle Chiese che in inglese e tedesco sono anch'esse chiamate orientali (usando però Eastern, un vocabolo distinto da Oriental, anche se sinonimo), ma che in lingue che non dispongono di una simile coppia di sinonimi sono chiamate bizantine o calcedonesi. Queste ultime lingue attualmente riservano l'aggettivo "orientali" per le Chiese che non accettano il Concilio di Calcedonia.

## Origini e significato di "ortodossia"
Si può datare la nascita dell'ortodossia, in senso generale, intorno al IV secolo, quando il cristianesimo comincia ad allontanarsi dal paradigma giudaico-cristiano e comincia a tenere i primi concili.
A partire dal quarto secolo del cristianesimo, quando la Chiesa era denominata "cattolica" nel credo niceno-costantinopolitano e negli atti ufficiali degli imperatori romani (vedi Editto di Tessalonica), anche il termine "ortodossia" entrò nell'uso cristiano (si trova negli scritti di Eusebio di Cesarea, di Giulio I, di Atanasio di Alessandria, di Basilio Magno e nel V secolo negli atti del Concilio di Efeso e del Concilio di Calcedonia) per esprimere l'adesione piena al messaggio evangelico originario di Gesù Cristo trasmesso dagli apostoli, senza le aggiunte, amputazioni e mutazioni delle eresie.
Si definiscono come ortodosse quasi tutte le Chiese cristiane. Nel canone romano della messa i sacerdoti cattolici della Chiesa latina pregano in unione con "famulo tuo Papa nostro N. et Antistite nostro N. et omnibus orthodoxis atque catholicae et apostolicae fidei cultoribus". La maggior parte di quella famiglia di Chiese alle quali si dà oggi il nome di "Chiese ortodosse orientali", e che agli occhi della Chiesa ortodossa sono eterodosse per avere rigettato il Concilio di Calcedonia, mettono l'aggettivo "ortodossa" nel proprio nome (per esempio la Chiesa ortodossa copta e la Chiesa ortodossa siriaca).
Il termine "ortodossia" diventa di uso comune per indicare precisamente la Chiesa ortodossa solo a partire dallo scisma d'Oriente del 1054, allo scopo di distinguerla dalla Chiesa cattolica.
L'ortodossia, in senso confessionale, è rappresentata in massima parte da una serie di Chiese nazionali autocefale. Queste hanno un loro sinodo e un loro Primate, e pur essendo in piena comunione sacramentale e canonica tra loro, agiscono indipendentemente l'una dall'altra dal punto di vista amministrativo. Vi sono anche Chiese autonome o semiautonome che hanno un notevole grado di autogoverno, ma non possono definirsi autogovernantesi innanzitutto perché l'elezione del loro Primate viene formalmente approvata dal Sinodo della Chiesa autocefala da cui dipendono, che in genere è il Patriarcato che le ha generate.
Va tuttavia specificato che non mancano all'interno dell'ecumene ortodossa tutta una serie di situazioni oggetto di controversie giurisdizionali, talora tali da porre in crisi la comunione di qualche particolare realtà. Specie in mancanza di un arbitrato patriarcale. Ciò può dipendere da conflitti legati a svariati motivi. Ci sono casi di controversia per l'autodeterminazione nazionale di un popolo (come nel caso delle Chiese ortodosse bielorussa e montenegrina, per ora, e che quindi non sono in comunione con le principali Chiese ortodosse), nel caso in cui il relativo Patriarcato, per suoi motivi, non voglia concederla.

## Chiesa ortodossa e Chiese ortodosse
L'autore della voce "ortodossa, Chiesa" delle Enciclopedie online Treccani afferma: "In epoca contemporanea si può parlare di un'unica Chiesa ortodossa solo in senso improprio, perché nelle Chiese orientali non vi è un unico vicario, come il pontefice nella Chiesa cattolica". Afferma inoltre che la collettività delle Chiese ortodosse autocefale e autonome (delle quali queste ultime si riconoscono parti delle rispettive Chiese autocefale dalle quali dipendono) si considera "un unico organismo". Similmente, le diverse Chiese sui iuris cattoliche sono distinte (e a volte in conflitto su questioni giurisdizionali) e si riconoscono componenti dell'unico organismo che è l'unica Chiesa cattolica.
È di tale "unico organismo", sia Chiesa ortodossa che Chiesa cattolica, che si tratta quando si considerano questioni dottrinali. Si parla al singolare della dottrina della (unica) Chiesa ortodossa, non delle dottrine delle diverse Chiese ortodosse. Tutti i gruppi nazionali che formano la Chiesa ortodossa condividono la stessa fede, obbediscono allo stesso corpo di canoni sacri e celebrano la stessa liturgia bizantina. L'unico organismo della Chiesa ortodossa partecipa come tale nelle relazioni con le altre Chiese cristiane.
I nomi "Chiesa greco-ortodossa", "russo-ortodossa", "siro-ortodossa", "serbo-ortodossa", "romeno-ortodossa", ecc. sono tutti nomi dell'unica e identica Chiesa che mantiene l'unica e identica fede e prassi: le differenze culturali che esistono dentro di queste chiese non toccano l'essenza della fede come tale.
Questa comunione di Chiese riconosce un primato d'onore alla sede vescovile di Costantinopoli, costituita patriarcale dal 381, e definitasi "ecumenica" in un sinodo tenuto a Costantinopoli nel 587, nonostante le proteste romane. Il patriarcato di Costantinopoli, peraltro, era già stato promosso nella gerarchia delle sedi patriarcali da parte del Concilio di Calcedonia del 451, che in un canone (rigettato da Papa Leone I e la cui validità è contestata anche da alcuni ortodossi) concesse "alla sede della santissima nuova Roma, onorata di avere l'imperatore e il senato, e che gode di privilegi uguali a quelli dell'antica città imperiale di Roma, eguali privilegi anche nel campo ecclesiastico, e che fosse seconda dopo di quella"; Costantinopoli veniva così elevata al di sopra delle sedi di Alessandria e Antiochia, le cui prerogative erano riconosciute a partire dal Concilio di Nicea I (325). Più tardi, con lo scisma del 1054, dal momento che la sede di Roma non era più in comunione con le Chiese unite con quella di Costantinopoli, il primato d'onore - ma non di giurisdizione - venne attribuito da queste appunto a Costantinopoli.
Le Chiese ortodosse più conosciute sono la Chiesa ortodossa greca, Chiesa ortodossa russa e la Chiesa ortodossa serba riconosciute dal patriarcato ecumenico di Costantinopoli rispettivamente nel 1850, 988 e nel 1054. Di queste la seconda è numericamente maggiore. Nel suo complesso, la Chiesa ortodossa, sia euro-orientale sia medio-orientale, ecc., è per dimensioni la terza maggiore confessione cristiana: contando 250 milioni di fedeli in tutto il mondo (di cui 52 milioni nelle chiese cosiddette canoniche di rito bizantino), anche se in larga prevalenza nei paesi dell'Europa orientale, ora per opera dei fenomeni di immigrazione anche diffusa in Europa e in tutto l'Occidente.

## Storia della Chiesa ortodossa
L'inizio della Chiesa ortodossa viene fatto risalire all'atto di Gesù che, nel chiamare i suoi apostoli, l'avrebbe fondata. All'inizio poi del IV secolo, il riconoscimento e legalizzazione del cristianesimo da parte dell'Impero romano comportò una tendenza di uniformare e centralizzare la Chiesa con l'assistenza del potere politico, e la sua conseguente divisione secondo l'accettazione o il rifiuto degli sviluppi concreti di tale tendenza. Di questo la prima grande manifestazione fu lo scisma che seguì il Concilio di Calcedonia del 451 e che portò alla distinzione tra quelle chiese che l'accettarono e quelle, oggi chiamate anche Chiese ortodosse orientali, che lo rigettarono.
L'attualmente esistente scissione fra la Chiesa ortodossa e Chiesa cattolica è chiamata a volte il Grande Scisma, termine però applicato anche al già menzionato scisma concernente il Concilio di Calcedonia e al più recente scisma interno della Chiesa cattolica che durò quasi 40 anni dal 1378 al 1417.
Prima dello scisma fra Chiesa ortodossa e Chiesa cattolica, quando cioè erano una stessa e identica realtà, le controversie teologiche che si agitavano da secoli potevano essere in qualche modo ridimensionate, come fece Massimo il Confessore nel VII secolo, durante la controversia monotelita, dando una interpretazione completamente tradizionale anche alla controversa dottrina del Filioque che allora cominciava a farsi notare.
L'ancora oggi perdurante scisma fra le sedi di Roma e di Costantinopoli, di cui solitamente si attribuisce l'inizio all'anno 1054, fu preceduto da alcune temporanee interruzioni di comunione. La prima fu lo scisma acaciano (484–519), "che in certo modo consacrò e organizzò l'autonomia bizantina, quale si attuerà in tempi ulteriori". Nel 863–867 c'è stato lo scisma foziano. Altre controversie pure disturbavano le relazioni fra Roma e Costantinopoli ma, a giudizio di Friedrich Kempf sarebbe temerario classificare tali avvenimenti come scismi, così come pure "potrebbe essere semplicemente una conseguenza del rapido succedersi dei papi il fatto che poco a poco si tralasciò nella liturgia bizantina la menzione esplicita di questi papi".
Fra le cause dell'esistente scisma si può menzionare la contestazione da parte del patriarca "ecumenico" Michele I Cerulario nei confronti di questioni da lui ritenute innovazioni o eresie della Chiesa latina, come l'uso per l'eucaristia del pane azzimo invece del lievitato, la soppressione dell'alleluia nella quaresima, l'uso di digiunare al sabato, l'uso di radersi la barba, il celibato ecclesiastico obbligatorio. Ebbe influsso anche l'antagonismo fra l'Impero bizantino e il nuovo impero di Carlo Magno e dei Franchi. E c'entravano pure le rivalità giurisdizionali sulle popolazioni slave in via di conversione al cristianesimo e per il ripristino della giurisdizione ecclesiastica del papa sui territori nel sud dell'Italia e nei Balcani passati al patriarcato di Costantinopoli dall'imperatore Leone III Isaurico come punizione dell'opposizione papale alla sua politica iconoclasta, territori però di cui l'impero bizantino stava perdendo sempre più il possesso. Nel 1054 successe a Costantinopoli uno scontro fra due personalità tempestuose, il patriarca Michele Cerulario e Umberto di Silva Candida, capo di una legazione pontificia, alla conclusione del quale questi scomunicò il patriarca e i suoi sostenitori e il patriarca scomunicò i legati e chiunque li appoggiasse.
Secondo Charles A. Frazee, la vera data dell'inizio dello scisma fra la Chiesa ortodossa e la cattolica è 1755, data del decreto patriarcale che dichiarò invalido il battesimo amministrato dai Latini: mentre le dispute giurisdizionali possono esistere dentro di una Chiesa unica, negare la validità sacramentale è una rottura di carattere essenziale.
L'ostilità reciproca era stata già fomentata dal massacro dei Latini di Costantinopoli nel 1182 e dal sacco della stessa città nel 1204 nel quadro della quarta crociata, grazie alla deviazione su Costantinopoli a richiesta di un pretendente al trono bizantino e alla reazione aggressiva di Venezia per il mancato pagamento. Fu a motivo della pressione esercitata dalla popolazione greca di Costantinopoli, di atteggiamento violentemente anti-Latino, che fu adottato il decreto del 1755, nonostante l'opposizione di alcuni vescovi ortodossi.
Quelle chiese alle quali si applica in questo articolo il termine "Chiesa ortodossa", e che dopo il Concilio di Calcedonia (451) avevano già sofferto la scissione con le Chiese ortodosse orientali, hanno così cominciato a riservare a sé il termine "ortodossia", pur senza rinunciare anche alla nozione di "cattolicità" prevista dal Credo niceno-costantinopolitano. Ciò deriva dal fatto che le Chiese di tradizione bizantina ritengono che solo nell'Ortodossia, e cioè in sé stesse, debba sussistere la "Chiesa universale" fondata da Cristo. Di cui affermano di incarnare la continuità e a cui appartengono tutti i veri battezzati. Per tali ragioni gli ortodossi, come di contro i cattolici, si percepiscono come i custodi dell'originale cristianità apostolica.
Rispetto alla Chiesa cattolica o Chiesa cattolica romana, la Chiesa bizantina non riconosce, oltre al primato papale di giurisdizione, la dottrina cattolica concernente il purgatorio (che non include le nozioni popolari di fuoco e di luogo), la processione dello Spirito Santo anche dal Figlio, l'Immacolata Concezione, l'Assunzione di Maria e tutte le altre dottrine definite dalla Chiesa cattolica dopo il 1054. La Chiesa bizantina, inoltre, differisce dalla Chiesa latina in quanto non ammette la grazia creata ma, piuttosto, crede che l'uomo sia reso partecipe delle energie divine increate. Le "differenze" arrivano fino all'uso o meno delle sedie in chiesa.
A livello pratico, la Chiesa bizantina pratica in massima parte il rito bizantino, amministra il battesimo per immersione, offre l'eucaristia ai fedeli con pane lievitato e vino in un cucchiaio. Come fanno anche alcune Chiese orientali cattoliche (non necessariamente di rito bizantino), Chiese ortodosse orientali e chiese della tradizione della Chiesa d'Oriente, la Chiesa ortodossa ammette uomini sposati agli ordini del diaconato e del presbiterato, ma non all'episcopato, e non permette il matrimonio ai chierici già ordinati. Sceglie i vescovi fra i monaci, vincolati dal voto di castità.

## Fede e principi religiosi
La Chiesa ortodossa si proclama l'unica vera Chiesa cristiana, "quell'unica autentica Chiesa che conserva la continuità della vita della Chiesa, cioè l'unità della tradizione".
Le fonti fondamentali degli insegnamenti della Chiesa ortodossa sono:
1. La Bibbia
2. La Sacra Tradizione
3. Gli scritti dei Padri apostolici e degli Apologeti
4. Le decisioni dei Concili canonici concernenti la fede
5. I discorsi composti in epoche di dispute e di scismi, particolarmente del Grande Scisma
6. I discorsi che criticano gli errori del protestantesimo e della Chiesa cattolica romana[38]

Nella Sacra Tradizione, dopo la Sacra Scrittura, alla quale appartiene il posto preminente, si trovano la liturgia e le preghiere, le decisioni dogmatiche e gli atti dei concili, le vite dei santi, il diritto canonico e la sacra iconografia.

### La Trinità

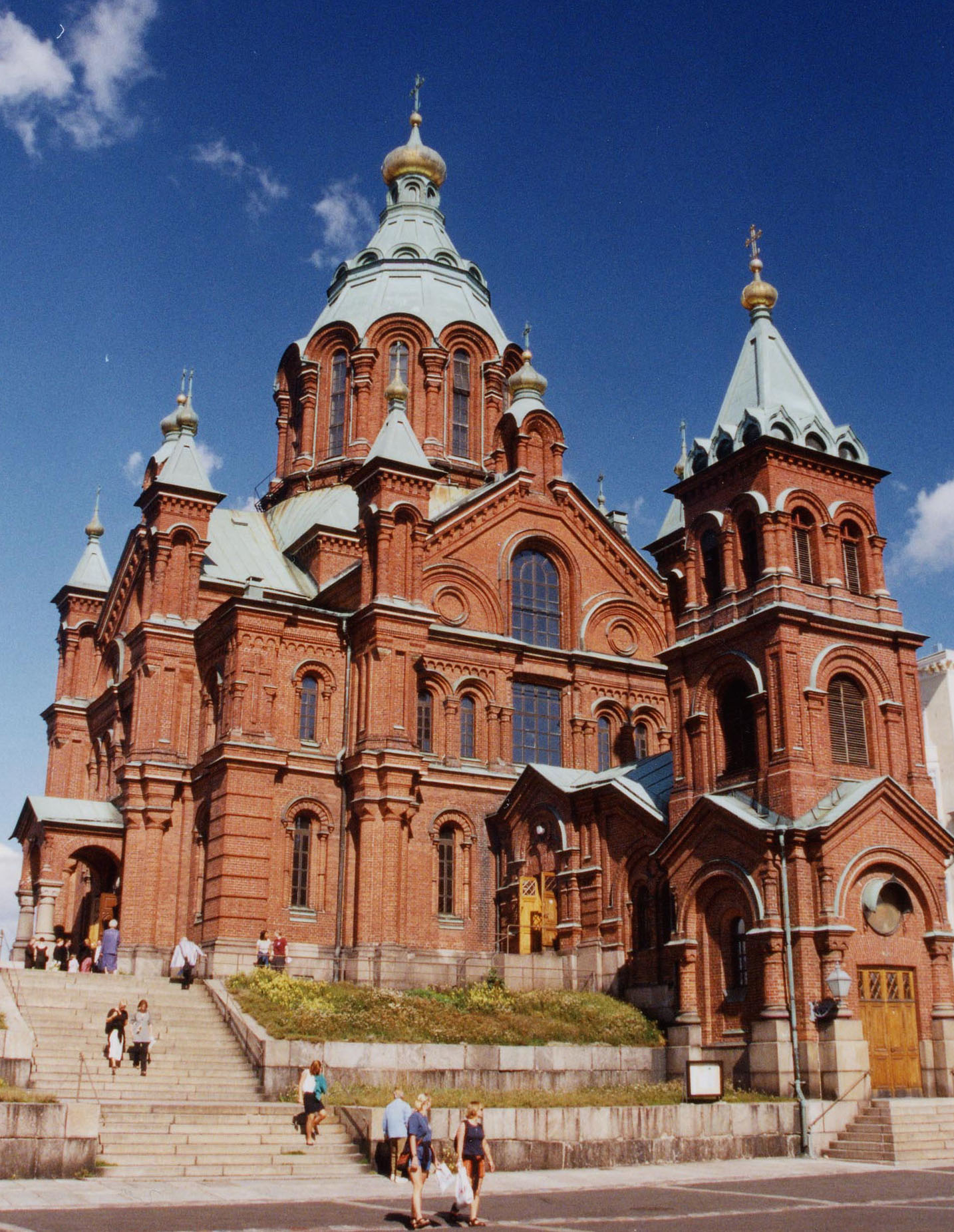
La cattedrale Uspenski di Helsinki, in Finlandia

Tutti i cristiani ortodossi credono in un solo Dio in tre persone: Padre, Figlio e Spirito Santo, "uno in essenza e indiviso". Per quanto riguarda il rapporto tra Dio e la creazione, i teologi bizantini distinguono fra l'essenza eterna di Dio e le "energie increate"; si tratta di una dottrina presente già in padri della Chiesa come san Basilio o sant'Atanasio di Alessandria, ma esplicitata in modo organico da san Gregorio Palamas nel XIV secolo. L'essenza divina è inconoscibile alle creature (che siano uomini o angeli), mentre le energie o atti divini increati possono essere conosciuti attraverso l'esperienza e sono la via attraverso la quale Dio comunica all'uomo e l'uomo raggiunge la théosis o deificazione. Naturalmente sia l'essenza sia le energie sono inseparabilmente Dio; questa distinzione è tuttavia usata per spiegare come Dio possa essere assolutamente trascendente e allo stesso tempo agire all'interno della Creazione
Il Padre è la "persona" o ipostasi fonte della divinità (in ambito teologico si parla di "monarchia del Padre", dal greco mònos, solo e arché, principio), che si caratterizza per essere ingenerato; il Figlio è generato (ma non creato) eternamente dal Padre e lo Spirito Santo procede eternamente dal Padre (Gv. 15, 26). Ingenerazione, generazione e processione sono le caratteristiche che individuano le tre diverse ipostasi della Trinità, secondo i dettami dei padri del primo concilio di Nicea (325) e di quello di Costantinopoli (381), che hanno su questa base formulato il Simbolo di fede (Credo niceno-costantinopolitano) cui la Chiesa ortodossa è rimasta fedele sia nella formula sia nella sostanza.
Rispetto alla Chiesa romana, quindi, si ritiene di avere in quest'ambito "due differenze sostanziali". 
La prima è la processione dello Spirito Santo. I teologi ortodossi dicono che "procede solo dal Padre", o tutt'al più - in quanto energia comune alla Trinità - "procede dal Padre attraverso il Figlio", secondo l'espressione del Secondo concilio ecumenico di Nicea (l'ultimo in comune fra Occidente e Oriente). Il valore conciliare delle due espressioni le identifica come Fede comune e quindi infallibile. I teologi occidentali, seguendo la definizione del papa Leone Magno nel 447 (che ha portato all'aggiunta del Filioque al Credo), dicono che lo Spirito procede "anche dal Figlio" (Filioque) e "attraverso il Figlio". Questa secondo gli "ortodossi" introdurrebbe una "deviazione nel piano della processione eterna dello Spirito dal Padre" (cioè la "generazione" dello Spirito in quanto persona dal solo Padre, prospettiva teologica), "confondendolo con quello dell'invio dello Spirito nel mondo" (cioè l'irradiazione dell'energia salvifica dello Spirito nel mondo; prospettiva ecumenica).
La seconda differenza riguarda la "natura delle energie divine": per gli ortodossi esse "sono increate", per i cattolici "sono invece create" da Dio. Da ciò consegue anche una diversa comprensione della beatitudine dei santi: essi partecipano all'essenza di Dio secondo i cattolici e alle energie divine secondo gli orientali.

### Salvezza
L'uomo fu originariamente creato perfetto, ma libero di scegliere il bene o il male; attraverso le sue azioni abbracciò la malvagità. A causa della sua caduta, egli si condannò all'Inferno; si crede che da Adamo a san Giovanni Battista tutti gli uomini restarono in un luogo separato da Dio. Ma quando venne al mondo Gesù, egli stesso fu contemporaneamente uomo perfetto e Dio perfetto. Attraverso la sua partecipazione all'umanità, la natura umana fu cambiata, permettendo agli esseri umani di partecipare alla natura divina. Questo processo di cambiamento avvenne anche retroattivamente, fino all'inizio dei tempi, salvando tutti coloro che erano venuti prima, fino ad Adamo. La salvezza, perciò, si riferisce a questo processo di riavvicinamento a Dio.
Il traguardo finale dell'ortodossia è la theosis, o unione con Dio, stato nel quale l'uomo si deifica per grazia divina. Questo è ben sintetizzato dal detto di sant'Atanasio di Alessandria: "Dio è divenuto Uomo affinché l'Uomo possa divenire Dio". Questo processo di cambiamento è un traguardo che, sulla terra, è raramente raggiunto dagli uomini, anche se alcuni lo hanno sperimentato. Certamente, l'individuo che raggiunge la deificazione (la theosis) non capisce totalmente cosa gli sia successo a causa della sua umiltà perfetta che lo rende totalmente estraneo all'orgoglio.

### Tradizione

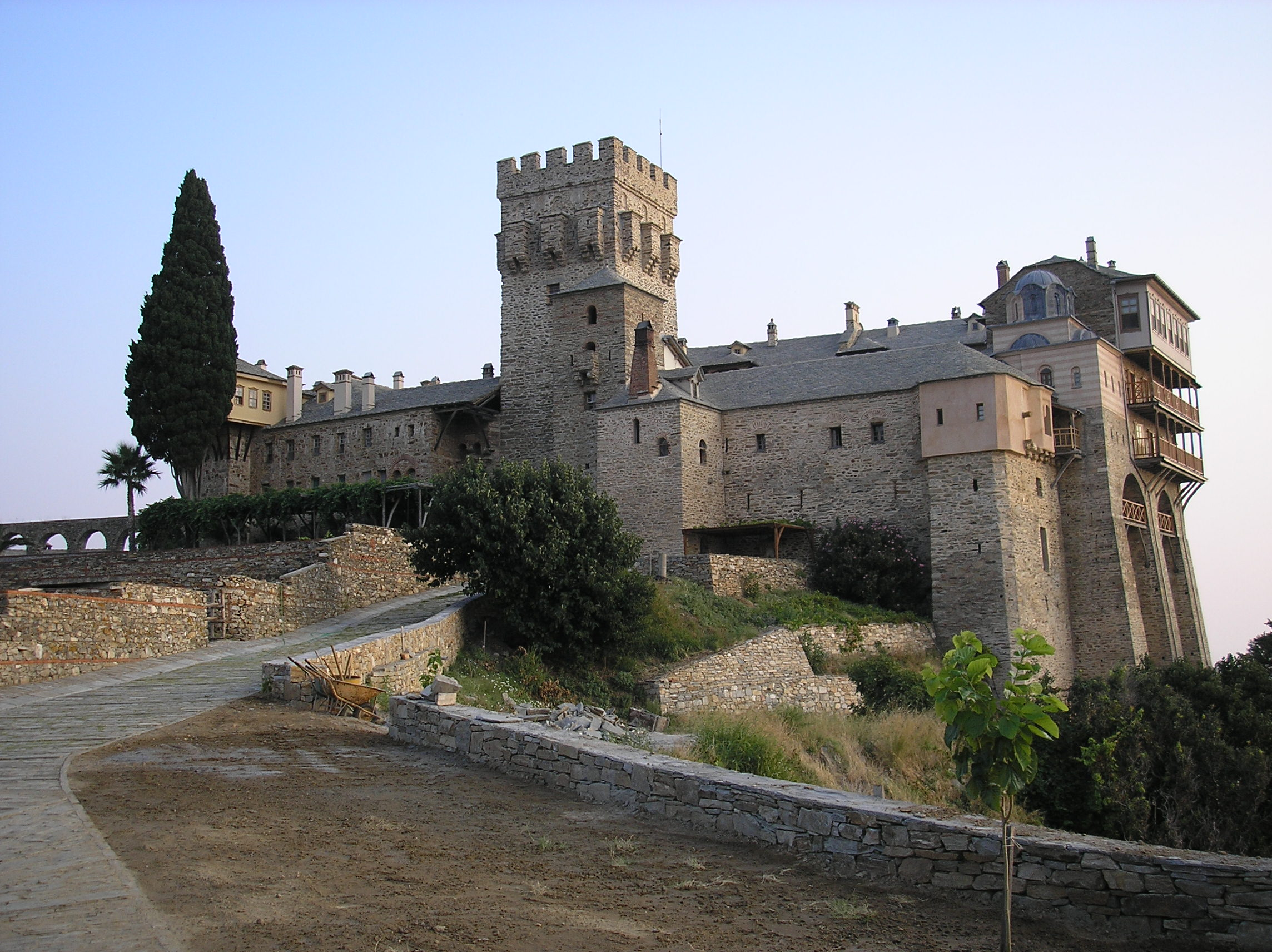
Il monastero Stavronikita sul monte Athos, in Grecia.

L'ortodossia, oltre alla Sacra Scrittura, si basa anche sulla Tradizione - un termine vasto che comprende la Bibbia, il Credo, le dottrine dei concili ecumenici (di cui riconosce soltanto i primi sette, perché comuni), gli scritti dei "padri della Chiesa", le leggi ortodosse (canoni), i libri liturgici, le icone, ecc.
Affidandosi alla tradizione, gli ortodossi citano san Paolo, (l'apostolo delle genti, sepolto a Roma sotto l'omonima basilica costantiniana): "Così dunque, fratelli, state saldi e ritenete gli insegnamenti che vi abbiamo trasmessi sia con la parola, sia con una nostra lettera." (Seconda lettera ai Tessalonicesi 2:15). La Chiesa ortodossa crede che lo Spirito Santo lavori attraverso la storia per mostrare costantemente la medesima verità ai membri della Chiesa e che estirpi la falsità in modo che la Verità possa mostrarsi sempre meglio nel cuore dei credenti.
Per questo la tradizione non è tanto e soltanto un insieme di testi e di norme giuridiche o di documenti provenienti da un'autorità, ma una vita che percorre e dà senso alla Chiesa, una vita testimoniata e visibile dall'esempio dei santi asceti, considerati per questo come l'incarnazione della perenne tradizione e la verace espressione della fede ortodossa.
Questo aspetto peculiare all'ortodossia sottolinea il valore esperienziale e non meramente intellettuale della tradizione. Essa non è mai ritenuta una realtà morta o museale, dal momento che passa attraverso la vita di uomini cambiati dalla fede in Cristo trasmettitori, a loro volta, della novità e della freschezza della fede apostolica e patristica. Quindi la parola di Dio non passa solo tramite la conservazione la trascrizione e la lettura di un libro, ma tramite le persone che rendono testimonianza di Cristo guidati dallo spirito di verità.

### La Bibbia

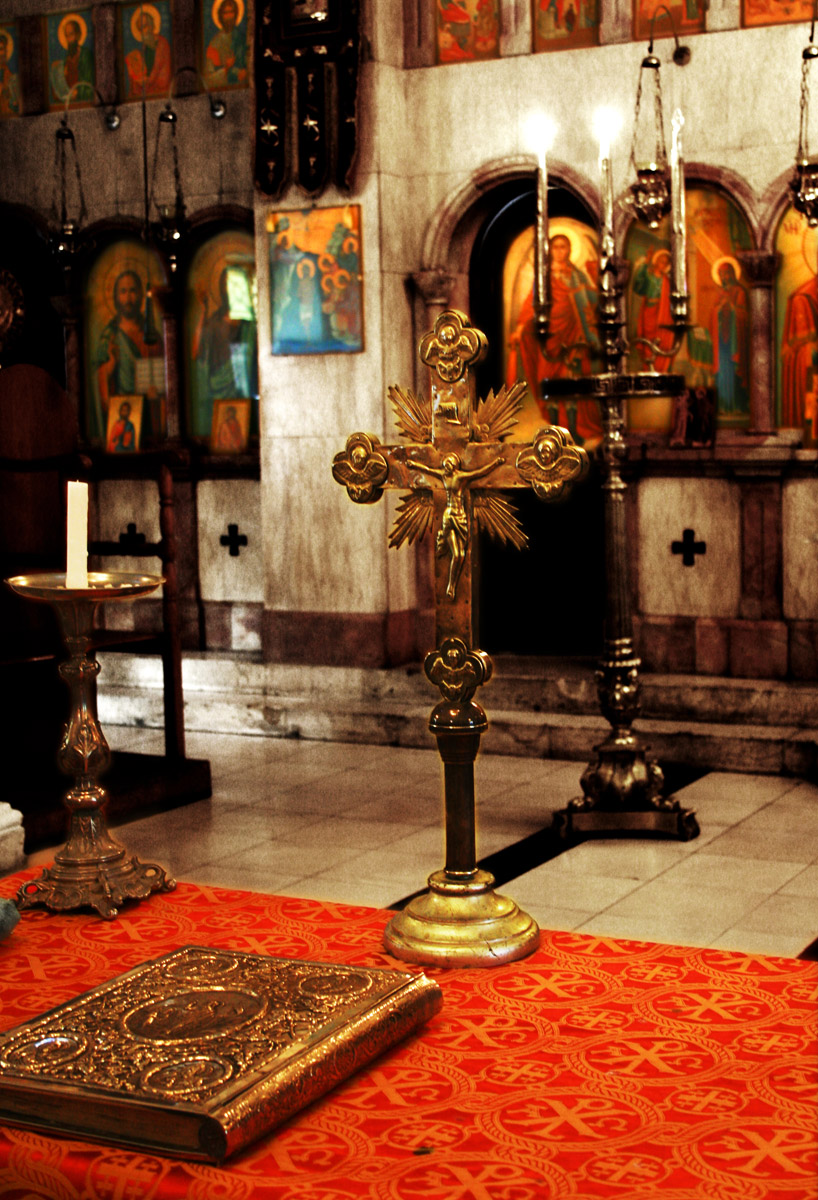
Interno di una chiesa ortodossa con il Vangelo in primo piano.

Nell'ortodossia come nel cattolicesimo, la Bibbia è interpretata usando il criterio stabilito dalla esperienza della Chiesa, che proviene, a sua volta, da quanto trasmesso dagli apostoli nella Chiesa primitiva. Il fedele seguito dal padre spirituale deve quindi operare una maturazione interiore per potere assaporare pian piano i molteplici sensi della Scrittura e il significato che essa ha nella sua vita concreta. Questa maturazione interiore è molto più di una semplice istruzione intellettuale: consiste in un progressivo ingresso del fedele nella vita e nella esperienza della Chiesa, condotto per mano con prudenza e discernimento dal padre spirituale.
Generalmente l'atteggiamento attuale del cristianesimo ortodosso nei confronti della scienza, pur avendo diversi orientamenti con alcuni fedeli che si oppongono a qualche concetto dell'evoluzione alle origini e dello sviluppo della vita, stabilisce una differenza tra il mondo creato (soggetto alle leggi naturali) e il mondo rivelato e increato (soggetto alle leggi divine). Questa differenza, secondo gli ortodossi, eviterebbe il contrasto stridente tra fede e scienza che ha caratterizzato la storia del cristianesimo occidentale. Per questo, secondo alcuni teologi tra cui il prof. Georgios Metallinos dell'Università di Atene, il contrasto fede-scienza per l'ortodossia è, piuttosto, uno pseudo-problema più che un problema, non appartenendo realmente alla sua tradizione.
L'ortodossia considera la verità come rintracciabile nel "consenso dei padri", un evidente filo conduttore di accordo che unisce gli scritti patristici della prima Chiesa e degli apostoli. Coloro i quali si mostrarono in disaccordo con quanto veniva considerato il consenso non vennero accettati come "padri" autentici. Tutti i concetti teologici devono essere in accordo con tale consenso. Anche quelli considerati come "padri" autentici possono avere qualche opinione teologica che non è universalmente condivisa, ma ciò non li rende eretici. Quindi un cristiano ortodosso non è vincolato a essere d'accordo con ogni opinione di ogni padre, ma piuttosto con il consenso complessivo dei padri, e anche qui solo su quelle questioni in cui la Chiesa ha stabilito dei punti dogmatici.
I teologi e i padri del cristianesimo ortodosso hanno usato nelle loro opere molte espressioni filosofiche greche, forse più di quanto è stato fatto nell'aperto Occidente. Essi presero a prestito alcune categorie e il vocabolario del neoplatonismo per spiegare la dottrina cristiana, ma lo fecero in modo tale da non contaminare con elementi filosofico-pagani il dato rivelato. Quando questo avveniva si era davanti a un'eresia. Per questo essi non hanno necessariamente accettato tutte le teorie ereditate dal passato. In seguito, alcuni filosofi neoplatonici non-cristiani, presero a loro volta in prestito parte del vocabolario dei teologi cristiani.

### Peccato e redenzione

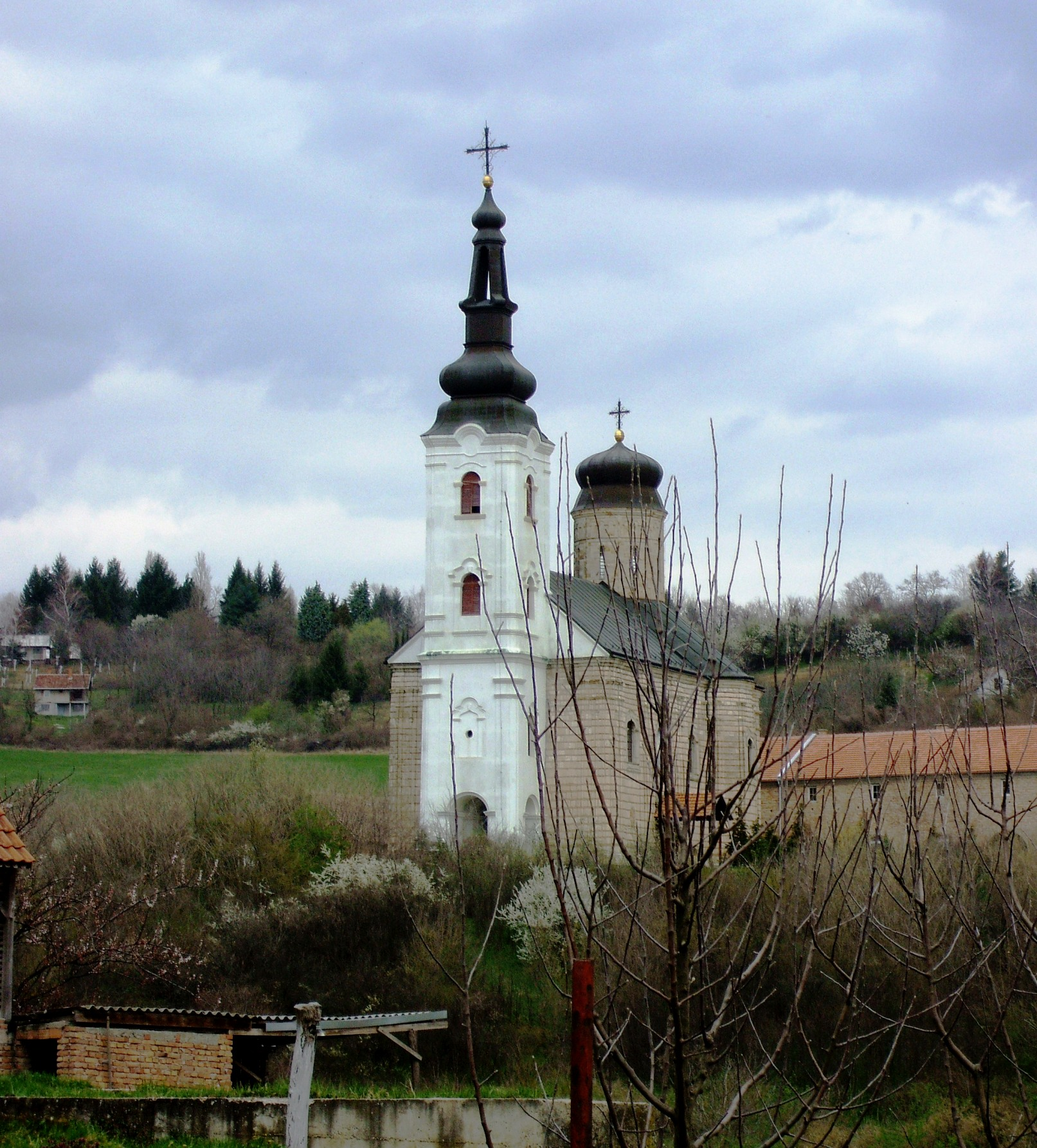
Chiesa ortodossa a Šišatovac in Serbia.

In termini generali, la tradizione ortodossa rifiuta di esprimere la dottrina della redenzione in termini "legalistici" e non concorda con chi si serve di questi termini per esprimere la pratica cristiana. Seguire le regole rigidamente, senza porre il cuore, non aiuta un credente a entrare nel processo della sua salvezza ma lo trasforma, semmai, nel fariseo condannato da Cristo. Perciò il peccato non riguarda l'infrazione di un certo insieme di regole, esso è, piuttosto, il nome dato a qualsiasi comportamento che "non coglie nel segno", ossia che allontana il credente da Dio invece di avvicinarlo.
Il termine "peccato originale" usato dai cattolici è spesso rigettato dagli ortodossi, che usano l'espressione patristica "peccato ancestrale" per indicare la colpa di Adamo ed Eva, le cui conseguenze - cioè la morte fisica e spirituale - si sono abbattute su tutta l'umanità. Partecipi degli effetti collaterali del peccato primordiale, gli esseri umani nascono spiritualmente puri, ma inevitabilmente destinati a far presto i conti col peccato, che è una sorta di "malattia genetica" dell'anima i cui sintomi iniziano a manifestarsi solo col tempo. L'essere umano, per sua natura, alla nascita non è né colpevole del peccato adamitico né totalmente incapace di accogliere Dio: semmai Dio offre a tutti indiscriminatamente la possibilità di accogliere la sua Grazia increata e farsi guarire da Dio.
Infatti, nella tradizione delle Chiese ortodosse, il peccato non è considerato come una macchia dell'anima che deve essere lavata (concetto che porta l'uomo a chiudersi in sé stesso contemplando solo l'immagine di sé), ovvero come un reato da punire, quanto piuttosto, come una malattia che necessita di guarigione, una malattia che disturba il regolare rapporto con Dio, finendo per isolarlo completamente nei suoi criteri egocentrici. Proprio come per le malattie del corpo, la peccaminosità umana necessita di attenzioni e concrete terapie individuali. Lo scopo ultimo di questo processo non è riconquistare il favore di Dio, quanto, piuttosto, rimettersi sulla strada che porta a Dio, riaccendere il contatto dell'uomo con Dio in vista di un suo infinito progresso spirituale in Dio (san Gregorio di Nissa).
Come per la terapia delle malattie del corpo è necessario un medico che conosca personalmente il paziente e la storia delle sue patologie, così per la terapia del cristiano nell'ortodossia è necessaria la presenza di un padre (o una madre) spirituale, a cui confessarsi e che considera il proprio affidato con la misericordia del padre della parabola del figliol prodigo. Non è necessario che il padre (o la madre) spirituale sia un sacerdote. Solitamente i padri spirituali, appartenendo al monachesimo sono persone ricche di esperienza e di attenzione.
Il cristiano che si affida a loro apre totalmente il suo cuore rivelando anche i pensieri più nascosti ed essi, nella preghiera e con l'aiuto dell'esperienza dei santi, gli cominciano a tracciare un percorso possibile affinché la fede cristiana non sia, per colui che si affida loro, un campo di puri concetti idealistici.
Il fine del padre (o della madre) spirituale non è di tipo morale (fare in modo che il cristiano non pecchi più) quanto piuttosto di tipo spirituale (fare in modo che il cristiano senta la vivida presenza di Dio nella sua vita) e possa rispondere come Giobbe: "Di Te avevo sentito dire ma ora i miei occhi Ti vedono!". La redenzione comincia a operarsi nel momento in cui è ristabilito questo contatto tra l'uomo e Dio e l'uomo inizia il suo cammino ascendente di trasformazione per il quale è nato.

### L'Incarnazione

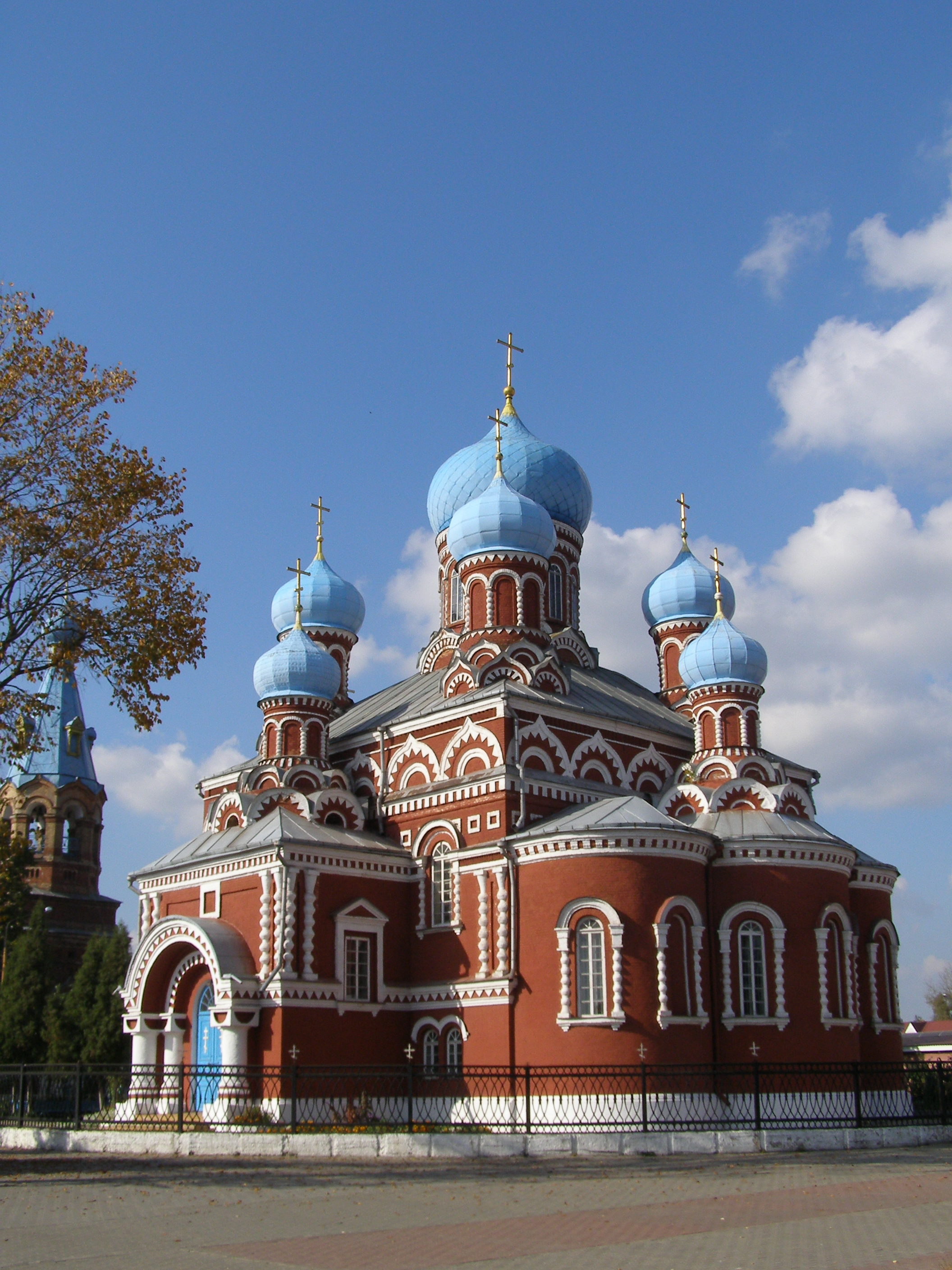
Chiesa ortodossa a Barysaŭ in Bielorussia.

La motivazione fondamentale per cui Gesù si è incarnato sulla Terra è il "destino" dell'uomo dopo la morte, di essere separato da Dio a causa della caduta di Adamo. Poiché l'uomo aveva introdotto un qualcosa di estraneo nella propria natura partecipando al male mediante la disobbedienza a Dio, l'umanità venne a trovarsi in una posizione terribile e senza via di scampo. L'unica soluzione al problema fu per Dio quella di elevare la natura decaduta dell'uomo, congiungendo la propria natura divina con la nostra natura umana. Dio volle compiere tutto questo mediante l'Incarnazione, divenendo uomo pur continuando a essere Dio. È anche per questo che Cristo Gesù è pure chiamato "Logos" (in quanto uno dei significati di Logos è quello di soluzione/risposta a un problema).
È assolutamente necessario che noi uomini accettiamo la doppia natura di Cristo, vero Dio e vero uomo. Questo è l'unico modo che abbiamo per poter scampare alla dannazione dell'inferno. L'incarnazione trasforma l'umanità stessa unendola alla Divinità. E ora, grazie a quell'incarnazione, tutto è cambiato. Come scrisse san Basilio "Dobbiamo impegnarci con tutte le forze per divenire piccoli dèi in Dio, e piccoli gesucristi in Gesù Cristo", cioè dobbiamo ricercare la perfezione in ogni azione della nostra vita quotidiana, dobbiamo sforzarci di acquisire la virtù divina.
Partecipando alla nostra umanità, Dio rende possibile all'uomo di partecipare alla sua divinità. Pur essendo vero che non potremo diventare "dèi" separati nel senso in cui lo si intende nel paganesimo, parteciperemo comunque alle energie divine increate (che sono inseparabili da Dio stesso) conservando però la nostra individualità.
In altre parole: divinizzazione dell'uomo, conseguibile anche in questa vita imitando Cristo.

### LaTheotokos

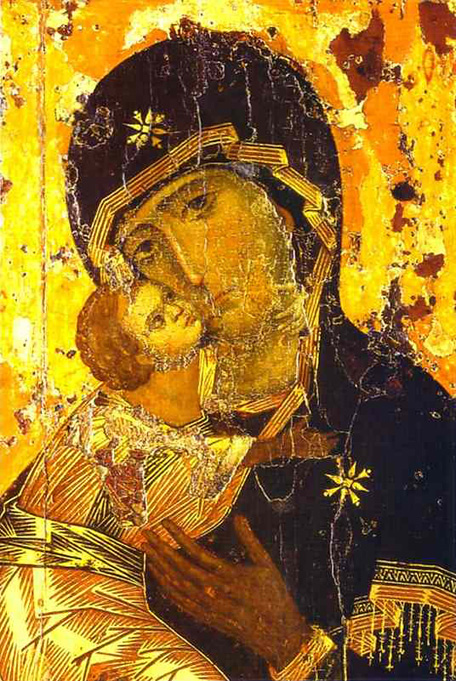
La Theotokos di Vladimir, che risale al XII secolo, conservata nella galleria Tret'jakov.

Molte tradizioni riguardanti la Vergine Maria, la Theotókos (Madre di Dio), datrice di vita di Dio, sono di suprema importanza teologica.
Viene inserito anche un importante inno della divina liturgia in suo onore chiamato Axion Estin, e cioè "è veramente giusto", inno liturgico che risale a un'icona mariana e a un evento che accadde sul monte Athos, sottolineando sempre la sua maternità di Dio (Theotókos).
Gli ortodossi affermano che Maria rimase vergine prima e dopo la nascita di Cristo. Questi, miracolosamente le lasciò la verginità intatta al momento del parto.
Molte delle credenze delle chiese al riguardo della Vergine Maria sono riflesse nel testo apocrifo La natività di Maria, che non venne incluso nelle Scritture, ma è considerato accurato nella sua descrizione degli eventi. Da bambina, Maria venne consacrata all'età di tre anni per servire nel tempio come vergine.
Zaccaria, allora sommo sacerdote, fece l'inimmaginabile: portò Maria nel "Santo dei Santi" come segno della sua importanza, poiché lei stessa sarebbe diventata l'arca in cui Dio avrebbe preso forma. All'età di dodici anni, le venne chiesto di rinunciare alla sua posizione e di sposarsi, ma lei desiderò rimanere per sempre vergine, in onore a Dio. Venne così deciso di darla in sposa a un parente stretto, Giuseppe, suo zio o cugino, un uomo anziano e vedovo, che si sarebbe preso cura di lei e le avrebbe permesso di mantenere la verginità. E fu così che quando giunse il tempo stabilito si sottomise al volere di Dio e permise a Cristo di prendere forma dentro di sé.
Si crede che, nella sua vita, Maria non commise peccato. Tuttavia, l'ortodossia non condivide il dogma cattolico di Immacolata concezione (concetto agostiniano); in altri termini, Maria venne purificata dall'ombra, del pur minimo, peccato ancestrale - umano, totalmente e solo al momento del concepimento di Cristo. Nella teologia della Chiesa ortodossa è molto importante comprendere che Cristo, fin dal momento del concepimento era al tempo stesso Dio perfetto e uomo perfetto. Per questo è corretto dire che Maria è in effetti la Theotokos, la datrice di vita di Dio. Questo fu oggetto di dibattito cristologico del IV e V secolo d.C.
Gli ortodossi sostengono che, dopo il parto, Maria viaggiò molto assieme al Figlio e dopo la sua resurrezione fu presente anche durante l'ascensione al cielo.
Si crede che lei fu la prima a sapere della resurrezione del figlio: l'arcangelo Gabriele le apparve nuovamente rivelandogliela. Si crede che visse fino all'età di settanta anni e chiamò miracolosamente a sé tutti gli apostoli prima di morire. Secondo la tradizione, san Tommaso arrivò tardi e non fu presente al momento della morte. Desiderando baciarle la mano un'ultima volta, aprì la tomba, ma la trovò vuota. Gli ortodossi, così come i cattolici, credono che Maria venne assunta in cielo in corpo e in spirito. Tuttavia, gli ortodossi non ne condividono la prescrizione dogmatica. In tal modo, per gli ortodossi viene sottolineata di più la dormizione di Maria che la sua assunzione in cielo, ma questa differenza è più formale che sostanziale. Per i cattolici, l'assunzione di Maria è la diretta conseguenza teologica del dogma dell'Immacolata Concezione, dogma che gli ortodossi non sottoscrivono pienamente come se fosse verità rivelata.

### Comprensione del termine "mistero"

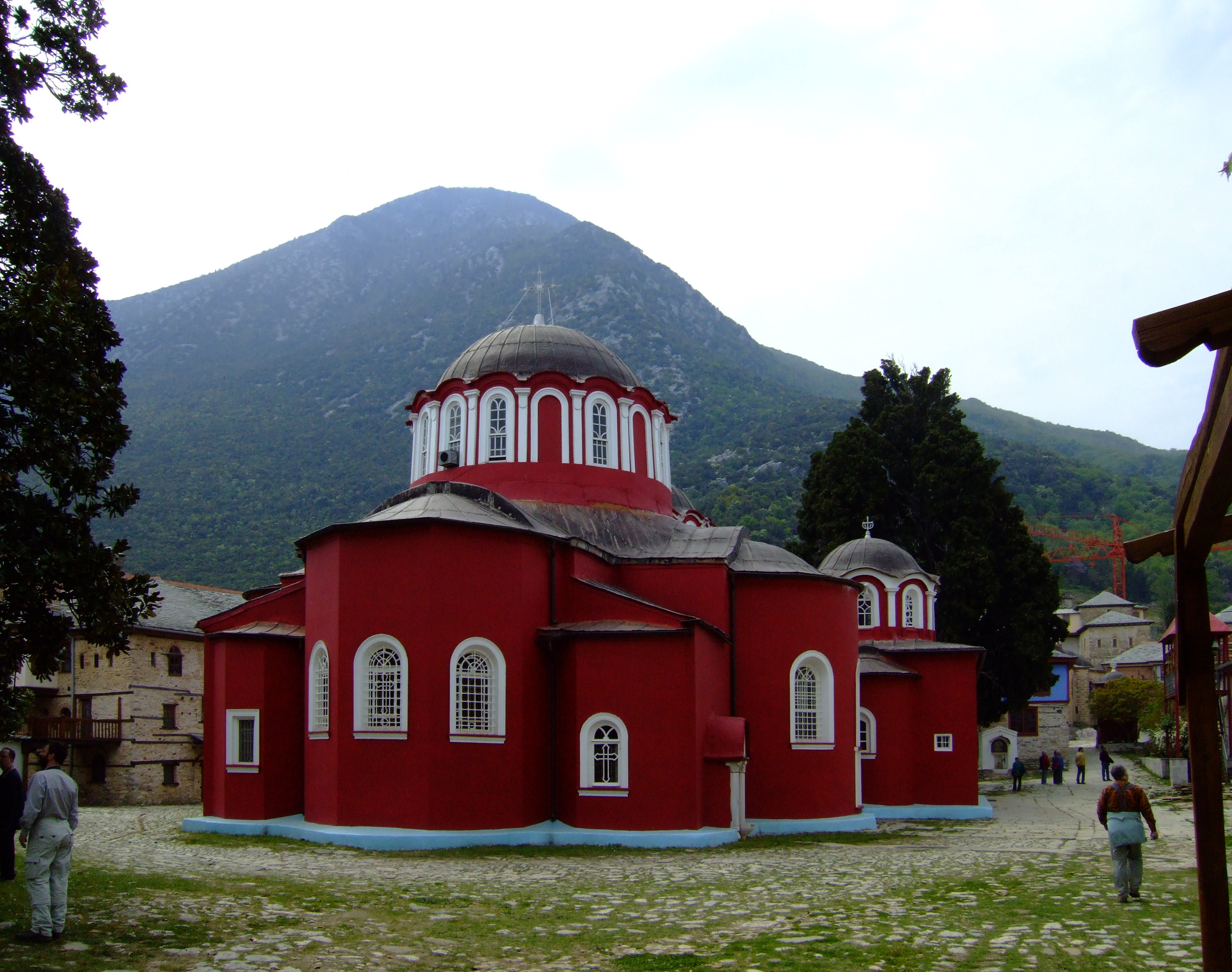
La chiesa del monastero della Grande Lavra sul monte Athos, in Grecia.

Il discorso sulla fede posto nelle chiese ortodosse è, per quanto possibile, lineare e logico, nonostante si abbia a che fare con le realtà rivelate che, di loro, sono soprarazionali e non esauribili nella pura logica. 
D'altronde, un'esposizione senza senso logico potrebbe essere una ragione giustificata per rigettare una credenza. Le credenze rigettate vengono definite eresie. La teologia ortodossa è ricca di dimostrazioni logiche basate sul "consenso dei padri" come di sopra riferito. Nonostante ciò, vi sono alcuni punti che gli ortodossi si rifiutano di approfondire, semplicemente perché pensano che un tentativo di maggior comprensione sia controproducente, improduttivo e porti a incomprensioni ed eresie, razionalizzando quanto da noi non può essere percepito e misurato con la mente.
Tali aree della teologia vengono indicate come "misteri". I misteri non sono scappatoie. Un esempio di scappatoia potrebbe essere una dichiarazione del tipo "Dio può fare quello che vuole" in risposta a una valida domanda teologica. Un mistero, d'altra parte, solitamente si presenta quando due punti assai logici non possono essere risolti assieme, eppure devono essere entrambi veri. Un buon esempio è il seguente:
Cristo è uomo vero e completo e Dio vero e completo. Egli è veramente presente come Gesù Cristo, eppure deve essere anche veramente onnipresente allo stesso tempo. La Vergine Maria diede vita a Dio incarnato ed è quindi la Madre di Dio, eppure Dio, che è infinito e senza tempo, non ha progenitori.
Allo scopo di spiegare logicamente la nostra salvezza, tutte queste cose devono essere accettate come assolutamente vere, eppure nessuna di queste può essere spiegata soddisfacendo la razionalità umana che si muove in un campo assai limitato. Qualsiasi tentativo di spiegazione porta a una delle molte eresie condannate dalla chiesa. Un esempio:
Cristo nacque uomo e venne fatto Dio dopo la sua morte o Cristo era Dio e pretese solamente di essere uomo o la Vergine Maria diede vita solo al Gesù umano (in tutti questi casi la natura umana non viene cambiata e la nostra salvezza non viene compiuta). Naturalmente la giustificazione che segue questi tentativi è sempre: "Dio può fare quello che vuole". Questo non è mai stato accettabile per i cristiani ortodossi che comprendono che certe cose non possono essere spiegate eppure devono essere vere. Tali realtà sono i misteri rivelati che non contraddicono ma superano di molto la nostra razionalità umana. L'eresia non è altro che il tentativo, non importa se in buona o cattiva fede, di abbassare il mistero rivelato imprigionandolo negli stretti limiti razionali. Questo comporta un "razionalismo teologico" in cui non è l'uomo che sale a Dio (accettando umilmente la sua rivelazione) ma è Dio che viene abbassato alla sola comprensione dell'uomo facendolo divenire, di fatto, un idolo. Comunque va detto che il termine "eresia" tecnicamente ha un suo significato e valore semantico storico.

### La resurrezione
La resurrezione di Cristo è in assoluto l'evento centrale delle Chiese ortodosse, e viene compreso in termini totalmente letterali. Gesù Cristo, il Figlio di Dio, venne crocifisso e morì, discese negli inferi, combatté la morte e vinse. Attraverso questi eventi, Egli liberò l'umanità dai vincoli dell'inferno e ritornò ai viventi come uomo e Dio. Che ogni singolo essere umano possa condividere questa immortalità, che sarebbe stata impossibile senza la resurrezione, è la principale promessa fatta da Dio nel suo nuovo patto con l'umanità, secondo la tradizione cristiana ortodossa.
In un modo o nell'altro, ogni festività dell'anno ecclesiastico ortodosso fa riferimento diretto o indiretto alla resurrezione. Ogni domenica dell'anno è dedicata alla celebrazione della resurrezione; molti credenti ortodossi si astengono dall'inginocchiarsi o prostrarsi di domenica, in osservanza di ciò (questo è stato stabilito dal primo concilio ecumenico). La tradizione ortodossa ha pochissima enfasi liturgica nella passione di Cristo, durante i giorni che portano alla crocifissione, preferendo vederla come dei passi fondamentali necessari verso la vittoria finale di alcuni giorni dopo. Analogamente la divina liturgia pone l'accento sulla risurrezione piuttosto che sull'aspetto sacrificale, enfatizzato invece nella messa cattolica. La passione non è vista in senso umanistico (la contemplazione delle sofferenze, la venerazione delle piaghe) ma sentita come modello per l'auto-negazione ascetica che il fedele di religione ortodossa è chiamato a vivere nella sua ricerca di Dio.
Come Cristo, il fedele muore ai criteri di questo mondo (che non conosce Dio) per poter risorgere con Lui gloriosamente.

### Santi, reliquie e morti
Per la Chiesa ortodossa un santo è tale quando gode di Dio in Paradiso, indipendentemente dal fatto che sia riconosciuto o meno sulla Terra (opinione seguita anche dalla Chiesa cattolica e da altre chiese che ammettono il culto dei santi). Secondo questa definizione Adamo ed Eva, Mosè, i vari profeti, martiri della fede, gli angeli e gli arcangeli, hanno tutti il titolo di "santo". 
Nella Chiesa ortodossa esiste un riconoscimento formale, detto "glorificazione", con il quale un santo viene riconosciuto dall'intera Chiesa. Non è però questo a "fare" un santo, ma semplicemente questo gli accorda un giorno nel calendario, in cui vengono celebrati dei servizi liturgici regolari in suo onore.
Recentemente, allo scopo di evitare abusi, il Patriarcato ecumenico di Costantinopoli ha iniziato a seguire la duratura pratica di altre chiese locali, emanando speciali lettere encicliche (tomoi) nelle quali la Chiesa riconosce la venerazione popolare di un santo. La glorificazione solitamente avviene dopo che i credenti hanno già iniziato a venerare un santo. Esistono numerose prassi di venerazione locale per innumerevoli santi che non sono ancora stati riconosciuti dall'intera Chiesa ortodossa.
Un forte elemento a favore della glorificazione è la percezione della condizione "miracolosa" dei resti mortali (reliquie), anche se questo da solo non è considerato sufficiente. In alcuni paesi ortodossi è prassi di rimuovere le tombe dopo tre o cinque anni, a causa dello spazio limitato. Le ossa vengono lavate rispettosamente e poste in un ossario, spesso con il nome della persona scritto sul cranio. Occasionalmente, quando un corpo viene esumato avviene qualcosa ritenuto miracoloso, che mostra la santità della persona. Sono avvenuti numerosi episodi in cui le ossa esumate avevano improvvisamente sprigionato una fragranza di bontà indescrivibile, come se fosse un profumo di fiori; e talvolta si dice che il corpo sia stato trovato incorrotto, nonostante non sia stato imbalsamato (tradizionalmente gli ortodossi non imbalsamano i morti) e sia stato sepolto per tre anni. 
In alcuni casi il corpo incorrotto dei santi secerne un liquido balsamico: in questo caso il santo viene denominato mirovlita, vale a dire "colui che secerne il balsamo".
Tra i mirovliti vi è Nicola di Mira, le cui reliquie sono conservate a Bari.
Va rilevato che l'incorruttibilità e fragranza del corpo sono sempre state osservate anche in molti santi venerati dalla Chiesa cattolica.
Per gli ortodossi, corpo e anima compongono la persona, e alla fine, corpo e anima verranno ricomposti; quindi, il corpo di un santo condivide la santità dell'anima del santo. Anche il corpo è irradiato e santificato dalla grazia che ha santificato l'anima della persona ed è un veicolo di benedizione.
Poiché la Chiesa ortodossa non mostra reale distinzione tra i vivi e i morti, gli ortodossi trattano i santi come se fossero ancora in vita. Essi li venerano e richiedono le loro preghiere, e considerandoli fratelli e sorelle in Gesù Cristo. I santi sono venerati e amati e viene loro richiesto di intercedere per la salvezza, ma non viene loro data l'adorazione riservata esclusivamente a Dio, perché la loro santità deriva da Dio. Infatti, chiunque adori, invece che venerare, un santo, una reliquia o un'icona, è passibile di scomunica. Come regola generale, solo il clero può toccare le reliquie, allo scopo di spostarle o portarle in processione, comunque, nella venerazione il fedele bacia le reliquie per mostrare amore e rispetto verso il santo e per essere da esse benedetto. Ogni altare in ogni Chiesa ortodossa contiene reliquie, solitamente di martiri. Gli interni delle chiese sono ricoperti da icone di santi, ma non sono ammesse rappresentazioni scultoree.

### I sacramenti

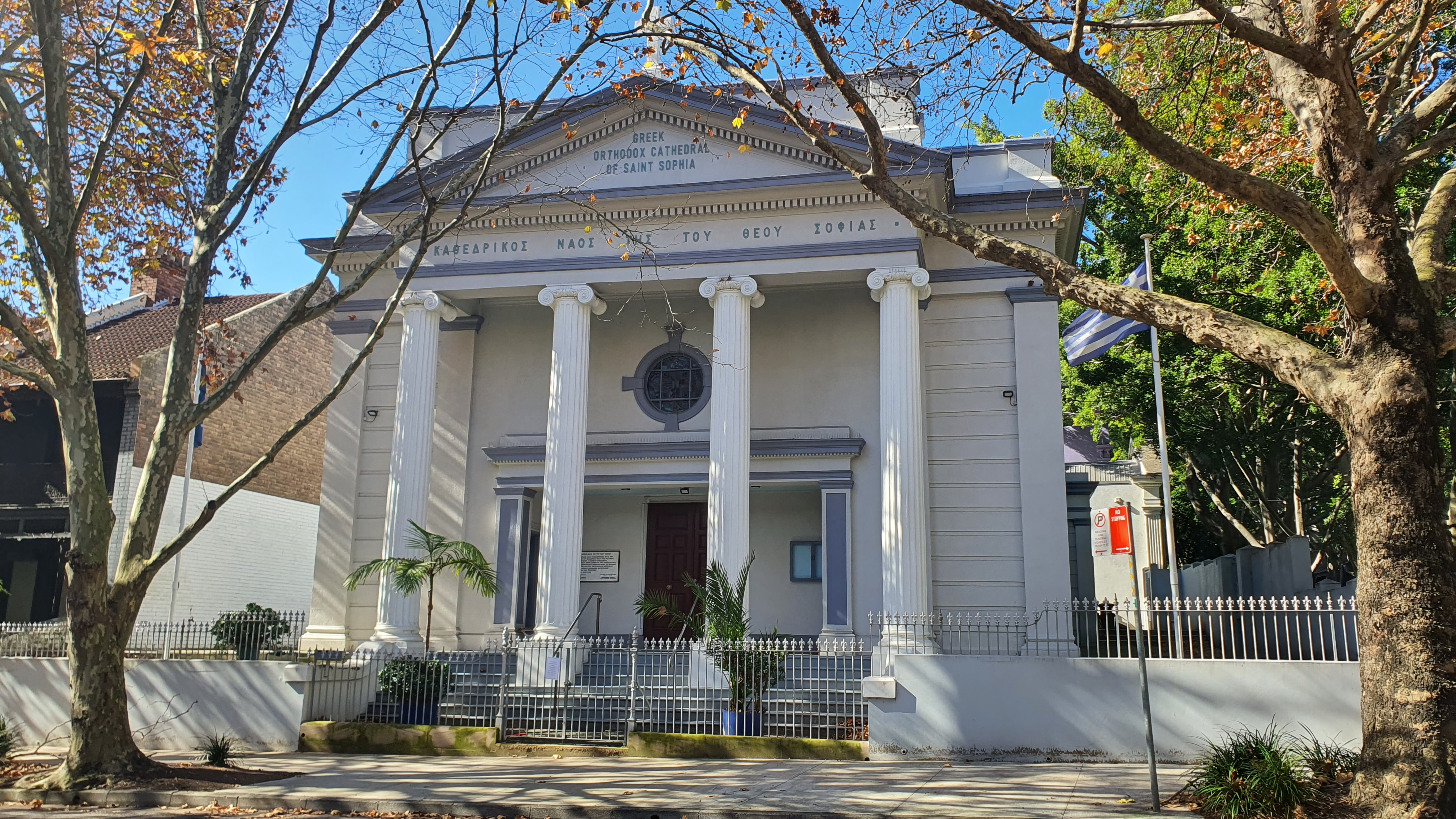
Chiesa greco-ortodossa in stile neoclassico a Sydney, Australia.

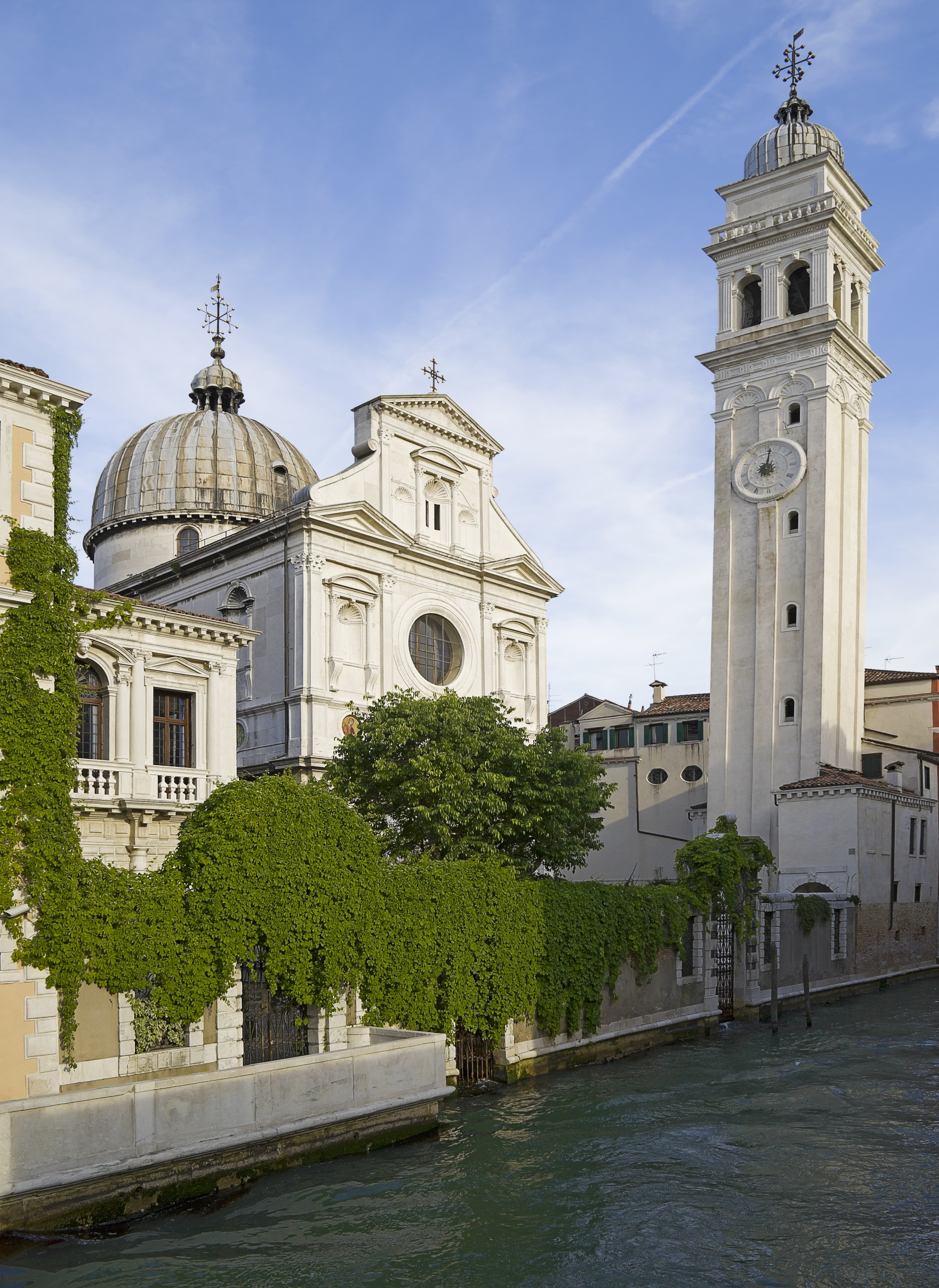
La chiesa di San Giorgio dei Greci a Venezia.

La Chiesa ortodossa non ha mai definito dogmaticamente il numero ufficiale dei sacramenti, ma in tempi recenti li ha di fatto riconosciuto nel numero di sette (similmente alla Chiesa cattolica), ai quali aggiunge altri riti come la tonsura monastica, la benedizione delle acque, la consacrazione delle icone.
In altre parole, la Chiesa ortodossa a differenza della Chiesa cattolica, non distingue fra sacramenti e sacramentali, distinzione questa conseguente alla scolastica medievale e quindi successiva ai tempi apostolici.
I sette sacramenti, detti anche "misteri" sono battesimo, cresima, eucaristia (comunione), penitenza (confessione), unzione degli infermi, ordine sacro, matrimonio.
Il battesimo è il sacramento che apre la porta a tutti gli altri. A differenza della Chiesa cattolica, che amministra il battesimo per infusione anche se prescrive come prima formula il battesimo per immersione e quello per infusione è l'"oppure", sebbene sia diventata nei fatti la regola tra i cattolici, la Chiesa ortodossa pratica questo rito con tre immersioni integrali del candidato nel fonte battesimale, e con la formula in terza persona "Il servo di Dio N. viene battezzato nel nome del Padre, e del Figlio, e dello Spirito Santo. Amen", nella stretta osservanza della prassi dei tempi apostolici.
È da rilevare che in greco baptisma significa infatti "immersione", ragione che induce gli ortodossi a ritenere più corretto il mantenimento dell'antica prassi, in uso anche in Occidente prima dello scisma, come è provato dalla presenza di specifici edifici di culto in alcune chiese latine antiche, i battisteri.
Tuttora il rito ambrosiano, fuori dall'ambito ortodosso, pratica il battesimo per triplice immersione, sebbene limitata all'occipite.
La Chiesa ortodossa pratica il battesimo di infanti e adulti come momento in cui uno nasce in Cristo. La persona che entra nella vasca battesimale non è vista come quella persona che ne emerge. Perciò alla persona viene dato un nuovo nome, usando sempre ed esclusivamente il nome di un santo. Oltre ai compleanni, gli ortodossi celebrano l'onomastico di una persona che, per il suo legame con il battesimo e il santo protettore della persona, ha un profondo significato.
La cresima, equivalente della confermazione occidentale, è l'unzione che segue immediatamente il battesimo per donare al neofita lo Spirito Santo. Il rito è esteso su tutto il corpo con una serie di più unzioni col crisma benedetto dal vescovo. A differenza della Chiesa latina, il ministro ortodosso della confermazione è il sacerdote, il crisma è comunque sempre consacrato da un vescovo.

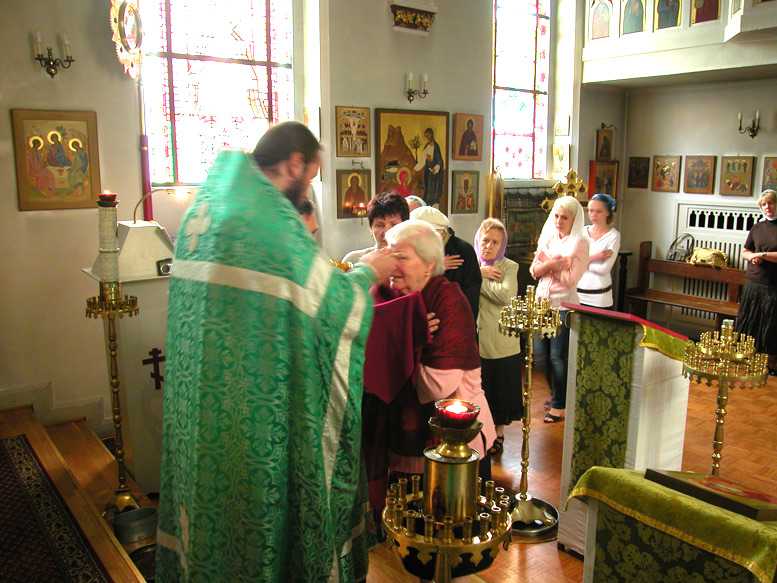
Distribuzione della comunione in una chiesa di rito bizantino slavo.

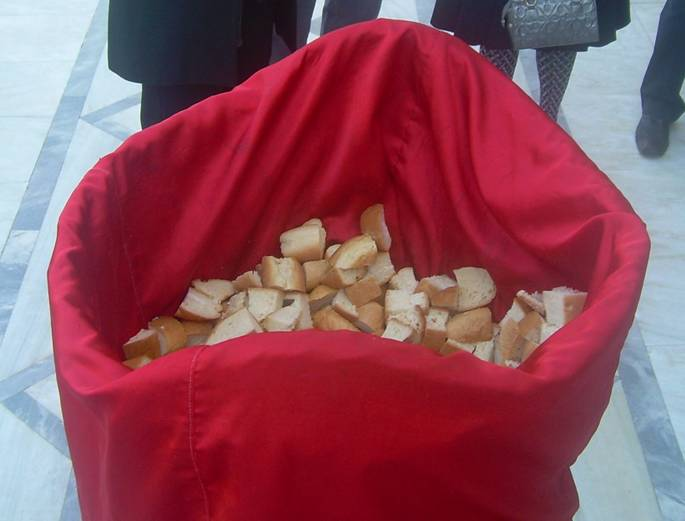
Antidoro: pezzi di quello che resta della pagnotta da cui è stato tolto il pane da consacrare nell'eucaristia

L'eucaristia è il sacramento che perfeziona il legame di comunione con Cristo, mediante la partecipazione al suo Corpo e al suo Sangue in cui si trasformano il pane e il vino consacrati dal sacerdote. Questo processo, chiamato trasmutazione, è l'equivalente della transustanziazione cattolica ma non è definita dogmaticamente. L'eucaristia è celebrata con pane di frumento fermentato e non pane azzimo e vino rosso mescolato con acqua tiepida all'interno di un calice. La comunione è amministrata dal celebrante sotto le due specie usando un lungo cucchiaino d'oro o altro metallo prezioso, rispettando alla lettera il comando di Cristo "Prendete e bevetene tutti". Nell'Ortodossia le specie sono chiamate "Doni", mentre il pane benedetto ma non consacrato, che dopo si può dare anche ai non ortodossi, è chiamato "antidoro".
Per ricevere l'eucaristia non si esige la capacità di distinguere il pane comune da quello trasmutato, tanto che la comunione viene amministrata subito dopo il battesimo.
Mentre i cattolici identificano con le parole di Cristo all'ultima cena la formula del sacramento che compie la transustanziazione, al contrario gli ortodossi identificano la trasmutazione nella conclusione del canone eucaristico, cioè l'epiclesi o invocazione dello Spirito Santo.
La penitenza o confessione è molto simile all'equivalente occidentale, anche se ognuno deve confessarsi col proprio "padre spirituale" e in assenza del classico confessionale a grata, introdotto solo in Occidente. Inoltre la confessione è priva del contesto legalistico peccato-pena tipicamente occidentale, vedendo nella confessione piuttosto una terapia per l'anima.
Infatti, a differenza che nella Chiesa cattolica, il confessore non "assolve" il penitente dai peccati bensì recita una preghiera invocando il perdono divino.
L'unzione degli infermi è data liberamente anche a coloro che soffrono solo spiritualmente. Non è mai stata riservata solo all'ultima ora (come era, un tempo, nell'estrema unzione occidentale), ma al contrario è data anche a tutti i fedeli in occasioni in cui si richieda soccorso spirituale.
L'ordine sacro è il sacramento che permette la nomina dei ministri della Chiesa, nei tre gradi di vescovo, presbitero e diacono. Solo il vescovo è eletto fra celibi (nella fattispecie monaci), mentre sacerdoti e diaconi possono esser scelti fra clero celibe e sposato indifferentemente, purché non siano persone in seconde nozze e non si sposino dopo l'ordinazione. I ministri sono eletti solo fra i maschi.
Il matrimonio è il sacramento che unisce un uomo e una donna per sempre in un vincolo indissolubile d'amore. Per questo è assolutamente mongamico ed eterosessuale. Neppure la morte di uno dei due coniugi scioglie il vincolo del matrimonio. Solo il vescovo può decidere di ammettere i suoi diocesani a seconde o terze nozze che peraltro vengono celebrate con austerità.
Ove sia assolutamente venuto meno l'amore coniugale può ammettersi il divorzio.
La Chiesa cattolica riconosce la validità delle ordinazioni conferite dagli ortodossi, anche dopo la divisione tra le due chiese nel 1054. Diversamente, quantomeno dal 1896 (per decisione di papa Leone XIII), non riconosce la validità (cioè la legittima successione apostolica) delle ordinazioni conferite dalla Chiesa anglicana, nata da uno scisma della Chiesa cattolica nel 1534. Al contrario, la Chiesa ortodossa di regola non riconosce i sacramenti amministrati al di fuori di essa, ritenendo che in essa sola sussista la vera Chiesa di Cristo. Talvolta per "economia" vengono sanati atti "sacramentali" compiuti al di fuori della Chiesa ortodossa, ma la regola è l'"acribia" (il rigore).

### Leultime cose

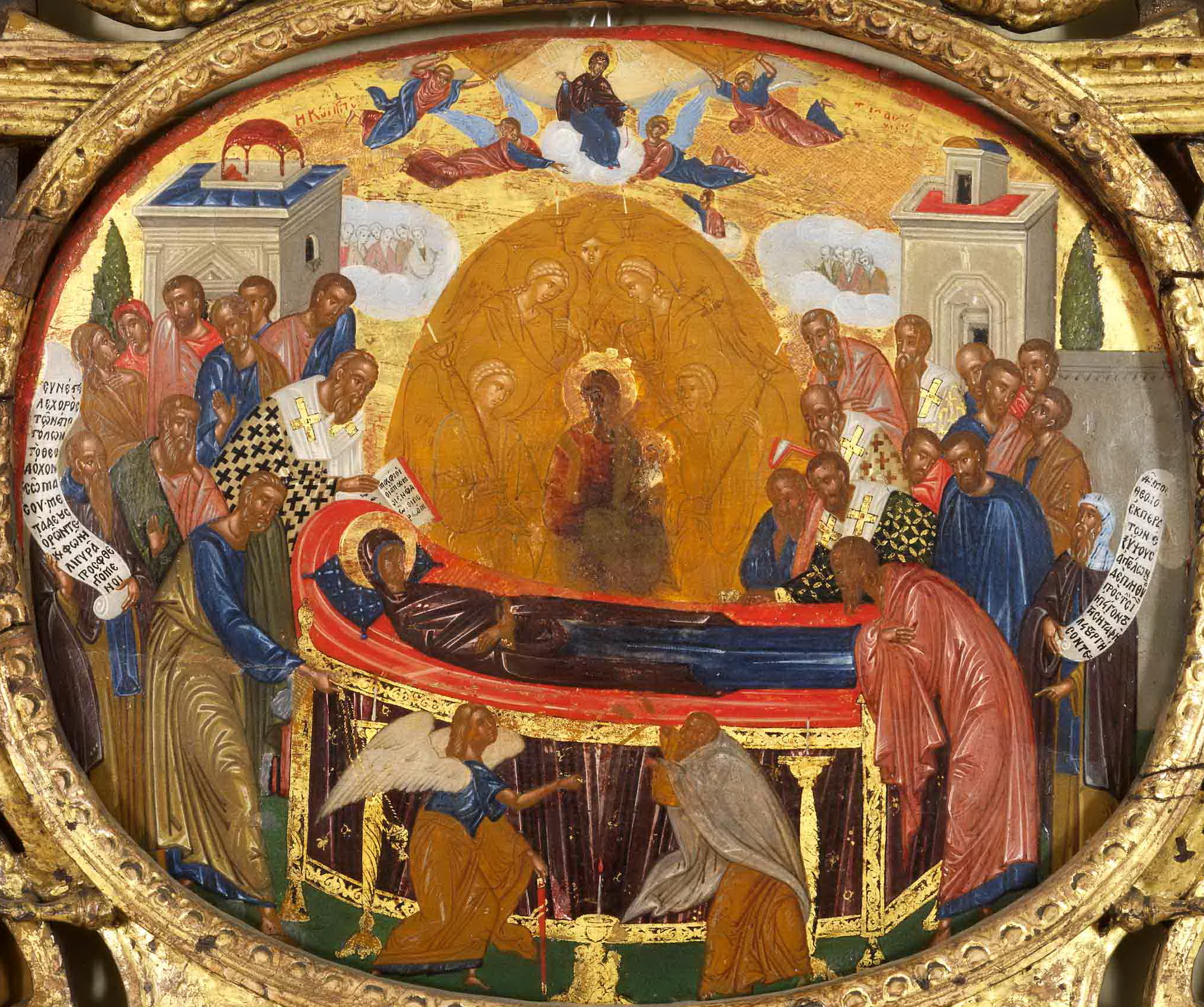
La Dormizione e l'Assunzione di Maria, portata in cielo

La Chiesa ortodossa insegna che, per coloro che credono, che amano Dio e che fanno il bene, la vita che seguirà la risurrezione dei morti e il Giudizio finale sarà di una felicità ora inconcepibile, felicità che scaturirà dalla contemplazione di Dio nella luce e nella gloria e dall'unione con lui Invece i non credenti e i trasgressori "saranno consegnati alla morte eterna, cioè al fuoco eterno, al tormento eterno, insieme ai demoni".

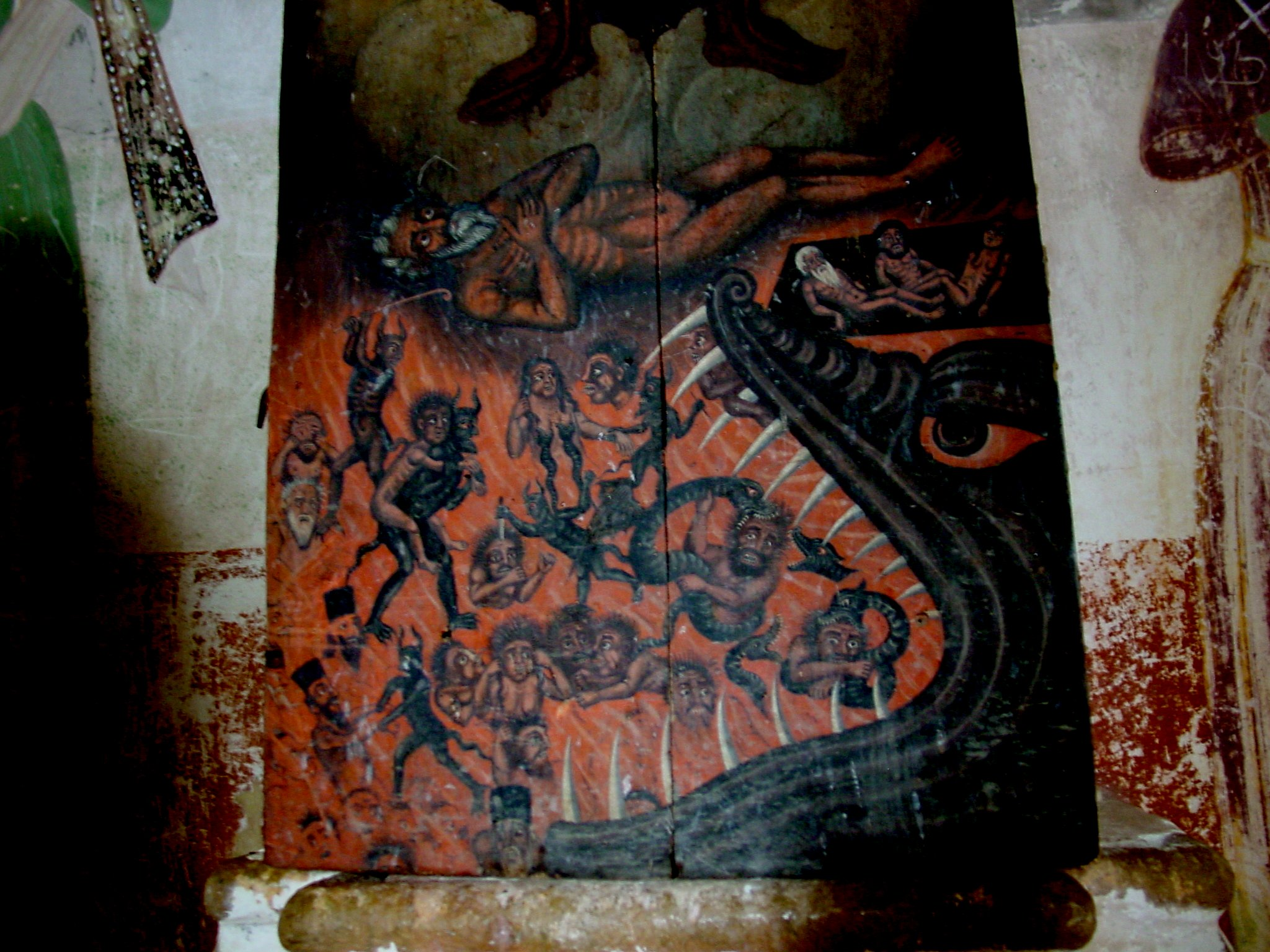
Icona che simbolicamente rappresenta l'inferno come un enorme serpente dall'interno di fuoco

Secondo alcuni teologi ortodossi, il paradiso e l'inferno sono la stessa realtà: Cristo visto nella luce increata della sua divinità. Chi rifiuta l'amore e la misericordia divina, si pone in uno stato tale che l'esperienza della presenza divina verrà percepita come insopportabile e dolorosa. Questo è l'inferno il quale, però non è un luogo di assenza di Dio, ma uno stato umano in cui Dio non è goduto ma patito. Altri lo negano.
Gli ortodossi a volte distinguono i termini "Ade" e "Paradiso", che riguardano lo stato transitorio dell'anima fra morte e risurrezione, dai termini "Inferno" e "Cielo", che riguardano invece lo stato definitivo dell'anima riunita con il corpo risorto. Secondo tale distinzione, attualmente e fino al Giudizio finale stanno in Cielo solo Cristo e sua Madre, alla quale egli ha concesso la risurrezione del corpo; tutti gli altri defunti (anime soltanto) attendono la risurrezione generale. I martiri e i santi stanno essi pure, come anime ancora senza corpo, in Cielo, gli altri nel Paradiso o nell'Ade. L'Ade, che non è un luogo, è la condizione negativa dell'anima che, tormentata dalle peccaminose relazioni con Dio e con il prossimo, attende paurosa la risurrezione e il Giudizio, mentre il Paradiso è la condizione positiva dell'anima che, confortata dalle sane relazioni con Dio e con il prossimo, attende in pace gli stessi futuri avvenimenti. Alcune volte però si incontra l'uso di "Paradiso" per indicare il Cielo e l'uso di "Inferno" per indicare l'Ade.

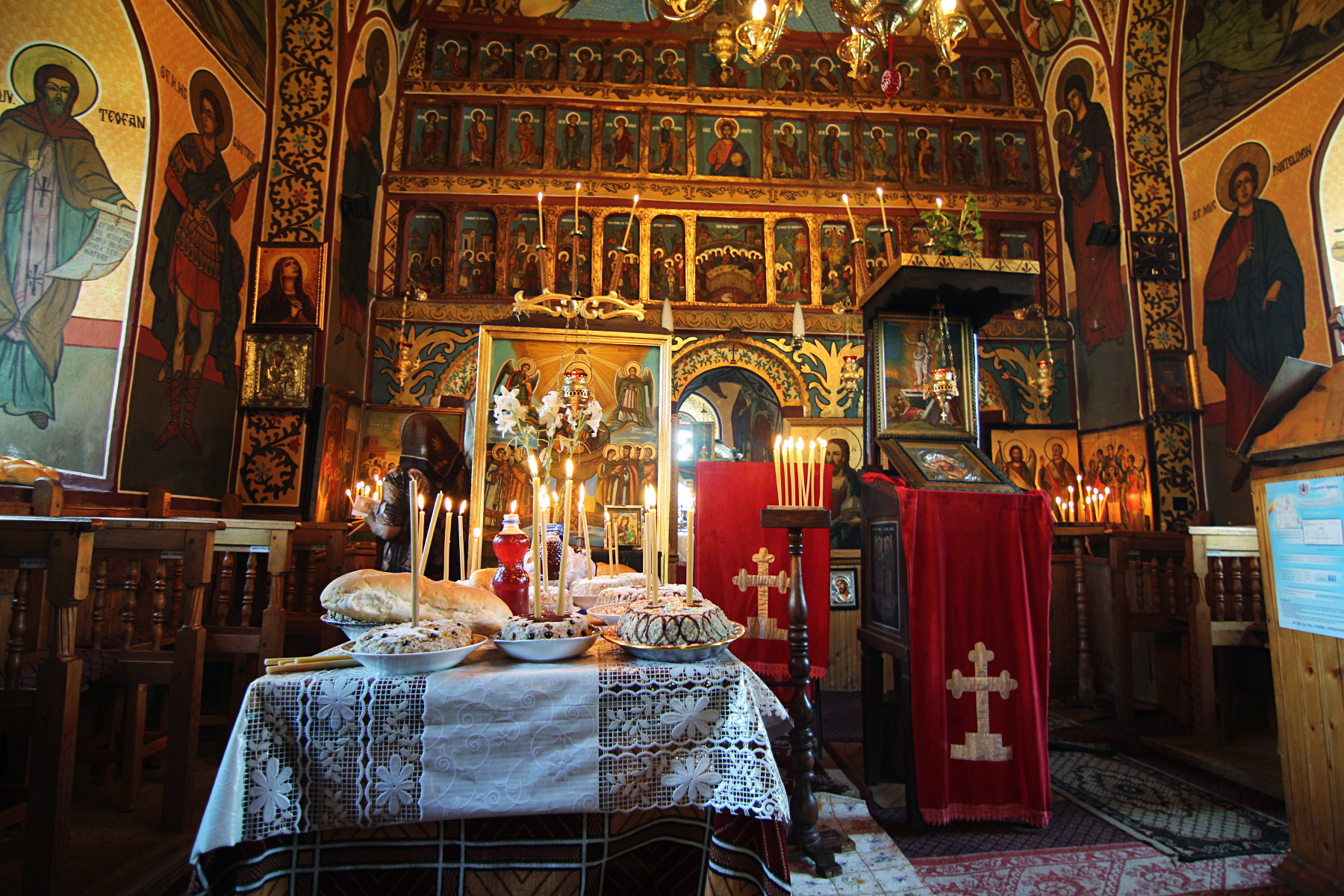
Il Sabato delle Anime si benedice in chiesa la coliva (in greco κόλλυβα, in serbo кољиво, in bulgaro коливо), con, fra gli ingredienti, grani di frumento che ricordano Giovanni.

La Chiesa ortodossa prega ripetutamente per i defunti. Dato che Gesù è rimasto nella tomba il Sabato Santo, si celebra più volte all'anno il Sabato delle Anime (in greco Ψυχοσάββατο). Nel Vespro di Pentecoste, si prega: "Tu, che in questa conclusiva e salvifica Festa Ti sei degnato di accettare suppliche propiziatrici per coloro che sono trattenuti nell'Ade, concedendoci grandi speranze che venga inviato un sollievo ai defunti dalle pene che li stringono e refrigerio da parte tua. Ascolta noi umili e meschini che Ti preghiamo e fa riposare le anime dei Tuoi servi che già si sono addormentati, in un luogo luminoso, in un luogo erboso, in un luogo di freschezza".
L'ortodossia ritiene che, dopo la morte, l'uomo, nella sua ascesa a Dio, debba oltrepassare dei punti di blocco definiti come "stazioni di pedaggio". Nella sua salita verso Dio l'uomo incontra i "demoni dell'aria" ed è da loro provato, giudicato e tentato. Il giusto che ha vissuto santamente sulla terra attraversa velocemente queste prove senza alcun timore e terrore semplicemente perché, sulla terra, ha già superato vittoriosamente ogni tentazione che lo allontanava da Dio.
Per la Chiesa ortodossa, lo scopo della vita umana è la divinizzazione, l'acquisto di una somiglianza a Dio, processo che può prolungarsi dopo la morte in uno stato che alcuni dottori della Chiesa ortodossa chiamano purgatorio, mentre altri fanno una distinzione fra la dottrina cattolica di purificazione e quella ortodossa di crescita.
Alcuni teologi ortodossi, come pure alcuni cattolici, quali Hans Urs von Balthasar e Richard John Neuhaus, propongono l'apocatastasi, secondo la quale tutti saranno salvati, poiché il disegno salvifico non si può compiere se manca una sola creatura. Tale teoria, nella forma in cui Origene la propose, è ritenuta eretica dalla Chiesa ortodossa e fu condannata dal Concilio di Costantinopoli II, pur se si dubita se esso abbia emesso i noti XV Anatemi contro di lui.

## La liturgia

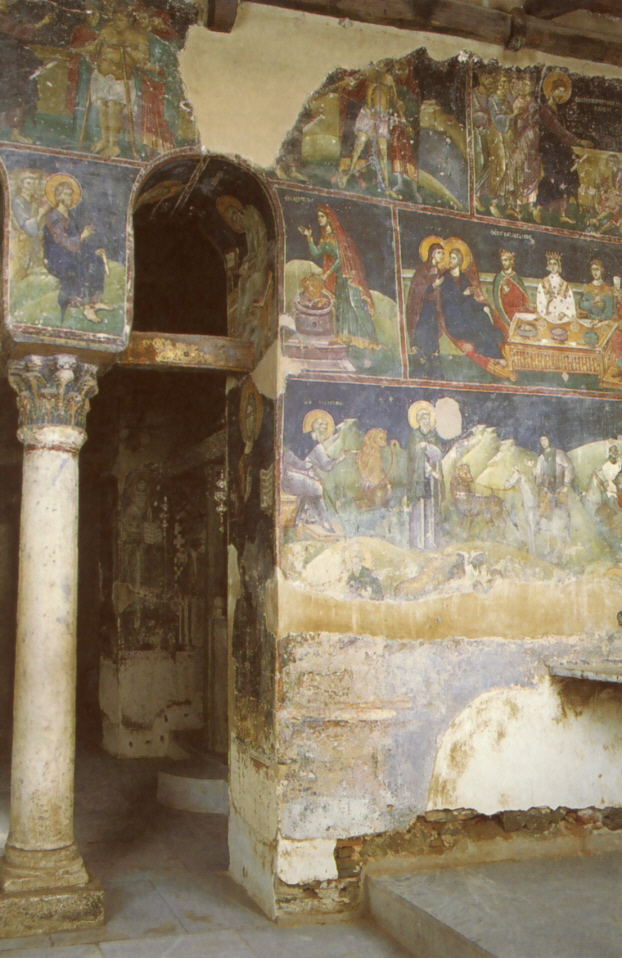
Particolare della chiesa bizantina di San Nicola Orphanos di Salonicco, in Grecia, risalente al XIV secolo.

## Differenze con le altre confessioni cristiane

L'aquila bizantina, simbolo del patriarcato ecumenico di Costantinopoli e dell'ortodossia.

Differenze tra l'Ortodossia e le due confessioni di origine occidentale (Cattolicesimo e Protestantesimo):
- la Chiesa Ortodossa nel Credo niceno-costantinopolitano omette il Filioque perché:

1. costituisce un'aggiunta al testo originale (composto nel Concilio di Costantinopoli I) diffusa in Occidente contro l'avviso di papa Leone III e di altri papi;
2. non è conforme al Vangelo (Giovanni 15,26);
3. modifica le relazioni tra le Persone della Trinità e abbasserebbe lo Spirito Santo;
4. significa che Dio non può salvare le anime cristiane, ciò può legittimare gli abusi, come le conversioni forzate o l'Inquisizione;

- la Chiesa Ortodossa rifiuta la dottrina di Agostino d'Ippona sulla Grazia perché:

1. questa dottrina, molto personale, non è condivisa da tutti i Padri della Chiesa d'Oriente e d'Occidente (principio di collegialità);
2. questa dottrina distrugge la libertà dell'uomo: se la Grazia fa tutto, cosa fa l'uomo?

- la Chiesa Ortodossa battezza per immersione perché:

1. è da tradizione sin dalle origini della Chiesa;
2. è il significato stesso del termine greco baptizein;
3. simboleggia la totale adesione a Cristo e all'essere rivestiti di Cristo;

- la Chiesa Ortodossa ignora il concetto di ospitalità eucaristica perché:

1. nella sacra mensa è Cristo che offre ed è offerto e che riceve e distribuisce, come è recitato nella Liturgia, quindi nessun prete, vescovo o patriarca ha diritto a interporsi tra Cristo e la coscienza dei fedeli;
2. se una persona è in comunione con la Chiesa, non lo farà liberamente, ma questo approccio verrà sigillato dalla comunione eucaristica;
3. se una persona non è in comunione con la Chiesa, la sua coscienza viene rispettata e non può essere abusata, e la comunione non sarà per lei una condanna, perché nessuna eresia può oscurare il suo rapporto con Dio.

Nel 1961 la maggior parte delle Chiese Ortodosse aderisce al Consiglio ecumenico delle Chiese. Mantengono un dialogo ecumenico con la Chiesa cattolica e la Comunione Anglicana, pur non accettando gli usi e i concetti non tradizionali da loro adottati.

### Differenze con la Chiesa Cattolica
- Le Chiese Ortodosse permettono l'ordinazione diaconale e presbiterale di uomini sposati. Sono tenuti al celibato e al voto di castità solo i sacerdoti celibi al momento dell'ordinazione e i monaci. I Vescovi vengono scelti solo tra i presbiteri celibi e tra i monaci.
- Le Chiese Ortodosse considerano il Papa come il Patriarca d'Occidente con un ruolo di primo piano nel Concilio ecumenico, ma non come capo della Chiesa o Vicario di Cristo.
- Le Chiese Ortodosse non accettano la dottrina concernente l'esistenza del purgatorio, l'eternità dell'inferno[61], la processione dello Spirito Santo dal Figlio, divenute ufficiali in Occidente dopo la separazione del 1054. La Chiesa bizantina, inoltre, differisce dalla Chiesa latina in quanto non ammette la grazia creata, ma, piuttosto, crede che l'uomo sia reso partecipe delle energie divine increate.

A livello pratico, la Chiesa bizantina pratica in massima parte il rito bizantino, che prevede il battesimo per immersione, offre l'eucaristia ai fedeli con pane lievitato e vino in un cucchiaio e domanda il celibato solo ai monaci e ai vescovi, ma non ai presbiteri e ai diaconi non monaci. Questo rito, tuttavia, non è il solo praticato nell'ambito dell'ortodossia, né d'altra parte è praticato solo da essa, essendovi anche alcune comunità cattoliche orientali che lo praticano, così come tali comunità non applicano il celibato ecclesiastico.

### Condizioni per un'eventuale accettazione della Chiesa Cattolica in seno all'Ortodossia
La Donazione di Costantino è considerata da tutti, non solo dalla Chiesa Ortodossa, come un falso. Oggi anche la stessa Chiesa Cattolica la riconosce tale e non se ne parla in relazione alla reciproca comunione. Invece si domandaː
- abbandono del Dictatus Papae (per l'ortodossia solo un concilio ecumenico può avere una tale autorità) e rifiuto dell'infallibilità papale;
- revisione della riforma gregoriana, considerata dai cristiani ortodossi come una forma di autoritarismo spirituale. Tale riforma prevede anche il celibato di tutti i sacerdoti;
- organizzare a Roma un VIII Concilio ecumenico per stabilire l'unità.

Nonostante le difficoltà, l'ecumenismo favorisce il dialogo tra le due Chiese.

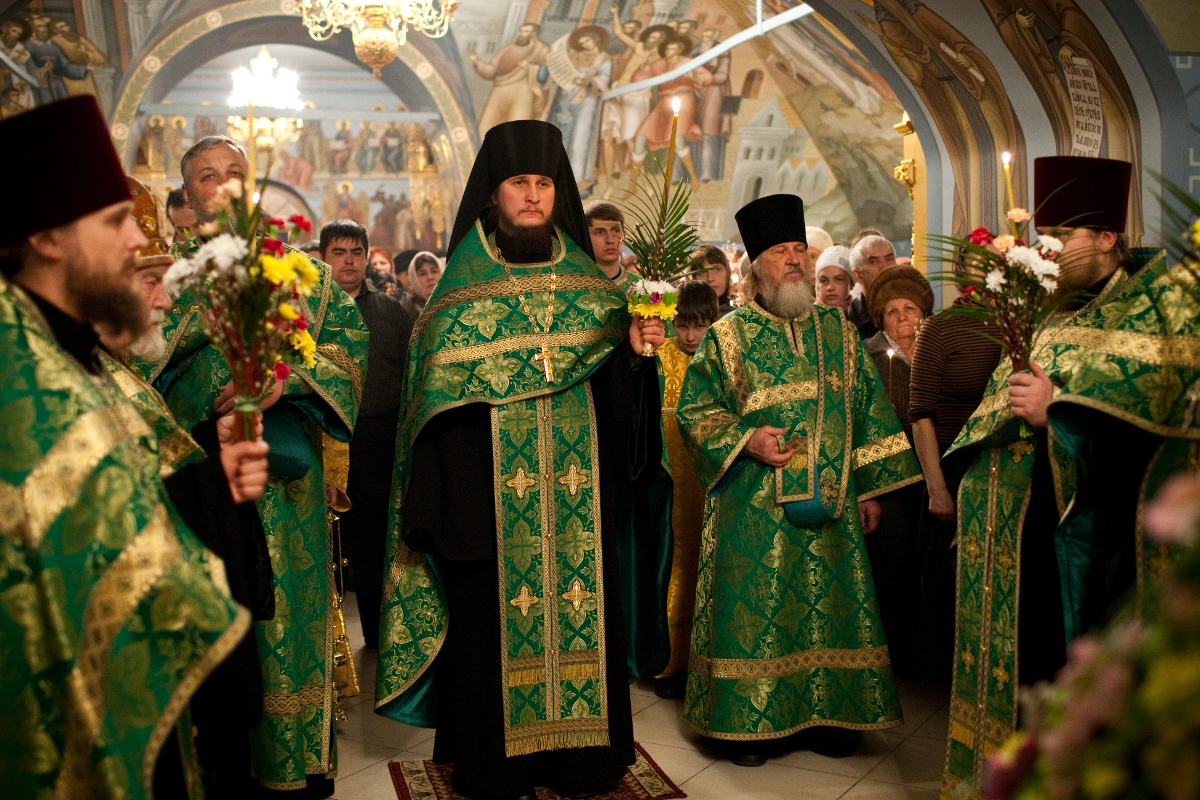
Servizio di veglia, entrata in Gerusalemme.

Il 1º dicembre 2006 Benedetto XVI e il patriarca Bartolomeo I sottoscrivono una dichiarazione di intenti che per la prima volta definisce entrambi «Pastori nella Chiesa di Cristo», in rapporto al principio Extra Ecclesiam nulla salus.

## Elenco delle Chiese ortodosse
Religione dominante
     Paesi con significative minoranze (oltre il 10%)

Territori canonici delle distinte chiese ortodosse

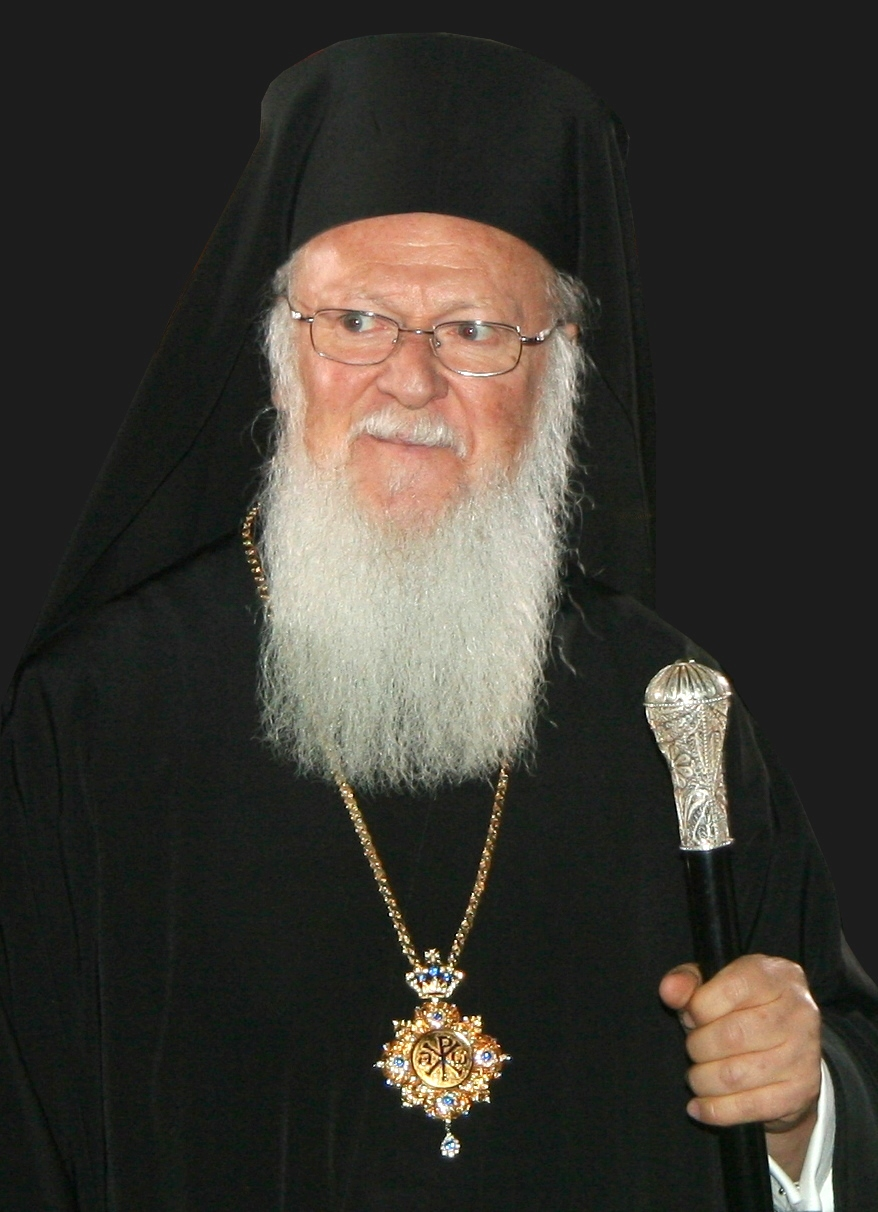
Bartolomeo I dal 1991 è il patriarca ecumenico di Costantinopoli, primato onorifico della Chiesa ortodossa.

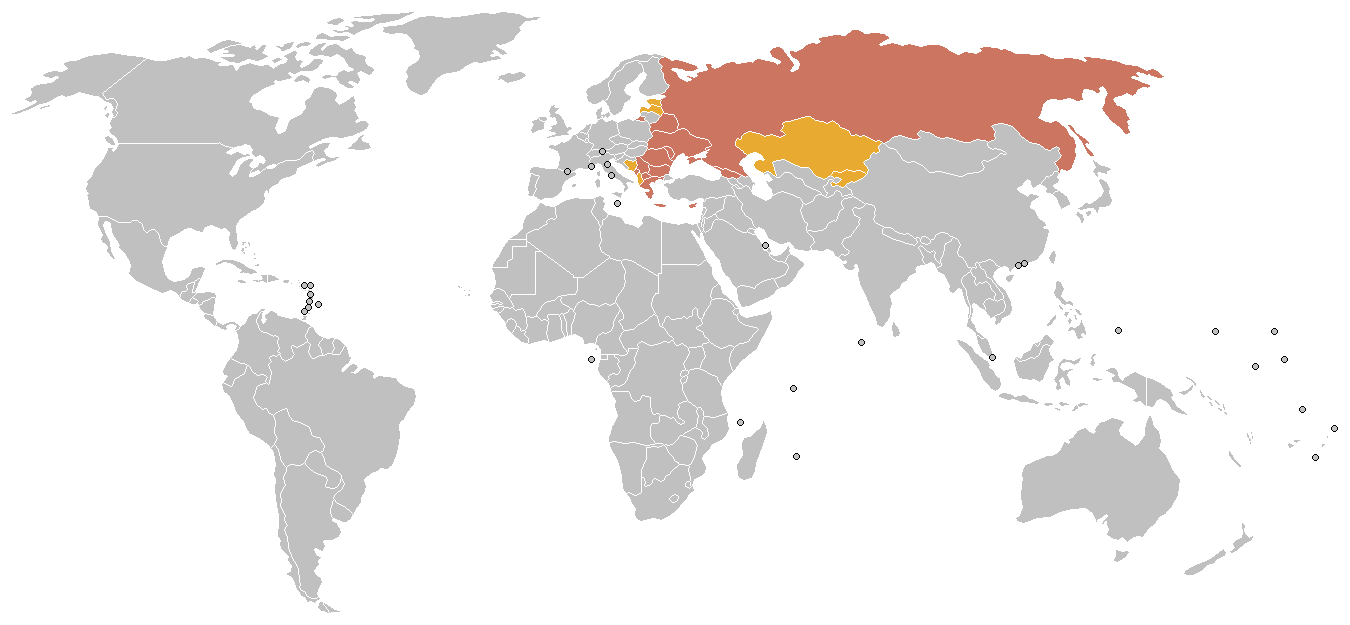
Diffusione dell'ortodossia
Religione dominante
Paesi con significative minoranze (oltre il 10%)

La Chiesa ortodossa è un insieme di Chiese autocefale o autonome, in comunione reciproca.

### Chiese autocefale
Patriarcati dell'antica pentarchia

- Costantinopoli (Patriarcato Ecumenico di Costantinopoli)
- Alessandria (Chiesa greco-ortodossa di Alessandria)
- Antiochia (Chiesa greco-ortodossa di Antiochia)
- Gerusalemme (Chiesa greco-ortodossa di Gerusalemme)

Patriarcati moderni
- Patriarcato di Mosca (Chiesa ortodossa russa)
- Patriarcato di Sofia (Chiesa ortodossa bulgara)
- Patriarcato di Belgrado (Chiesa ortodossa serba)
- Chiesa ortodossa georgiana
- Chiesa ortodossa romena

Le altre Chiese nazionali autocefale
- Chiesa ortodossa di Cipro
- Chiesa ortodossa greca
- Chiesa ortodossa polacca
- Chiesa ortodossa albanese
- Chiesa ortodossa ceca e slovacca
- Chiesa ortodossa dell'Ucraina (autocefalia accordata dal patriarcato ecumenico di Costantinopoli ma non accettata dal patriarcato di Mosca)
- Chiesa ortodossa in America (autocefalia accordata dal patriarcato di Mosca ma non accettata dal patriarcato ecumenico di Costantinopoli)
- Chiesa ortodossa macedone

### Chiese autonome
- Chiesa ortodossa del Monte Sinai (sotto il patriarcato di Gerusalemme)
- Chiesa ortodossa finlandese (sotto il patriarcato di Costantinopoli)
- Chiesa ortodossa estone (chiesa semi-autonoma sotto il patriarcato di Mosca)
- Chiesa ortodossa apostolica estone (sotto il patriarcato di Costantinopoli) (autonomia accordata dal Patriarcato ecumenico di Costantinopoli ma non riconosciuta dal patriarcato di Mosca)
- Chiesa ortodossa bielorussa (sotto il patriarcato di Mosca)
- Chiesa ortodossa moldava (sotto il patriarcato di Mosca)
- Metropolia di Bessarabia ( sotto la Chiesa ortodossa rumena )
- Chiesa ortodossa russa fuori dalla Russia (sotto il patriarcato di Mosca)
- Chiesa ortodossa giapponese (sotto il patriarcato di Mosca)
- Chiesa ortodossa cinese (sotto il patriarcato di Mosca) - sostanzialmente defunta[73]
- Chiesa ortodossa lettone (sotto il patriarcato di Mosca)
- Chiesa ortodossa ucraina (sotto il Patriarcato di Mosca)
- Chiesa ortodossa nordcoreana (sotto il Patriarcato di Mosca)
- Metropolia dell'Europa occidentale (sotto il patriarcato di Mosca) (Giurisdizione non universalmente riconosciuta)
- Arcivescovado ortodosso di Ocrida (sotto il patriarcato serbo ortodosso di Belgrado)

### Chiese scismatiche o in controversia con l'ortodossia

#### Chiese "resistenti"
Queste chiese sono dette "resistenti" in relazione a ciò che percepiscono come gli errori del modernismo e dell'ecumenismo delle chiese ortodosse maggioritarie, ma non si ritengono scismatiche.

Non concelebrano la divina liturgia con le principali chiese ortodosse sebbene siano all'interno dei limiti canonici della Chiesa, cioè mantengono la fede ortodossa, la successione episcopale legittima e comunità con continuità storica. Hanno rapporti con i fedeli da tutte le giurisdizioni canoniche e sono riconosciute dalla Chiesa ortodossa russa fuori dalla Russia.
- Chiesa greco ortodossa vecchio calendario moderato Santo Sinodo in resistenza
- Chiesa ortodossa romena vecchio calendario
- Chiesa ortodossa di Bulgaria vecchio calendario

#### Chiese che si sono volontariamente "murate"
Queste chiese non sono in comunione con le altre giurisdizioni ortodosse e non si riconoscono fra loro:
- Chiesa ortodossa autocefala bielorussa
- Chiesa dei genuini cristiani ortodossi di Grecia[74]
- Vecchi credenti
- Chiesa Ortodossa Essena[75]

#### Chiese nazionali in polemica con quelle "ufficiali"
- Chiesa ortodossa ucraina del Patriarcato di Kiev
- Chiesa ortodossa in Italia (guidata dal metropolita Antonio De Rosso fino alla sua morte avvenuta nel 2009)
- Chiesa ortodossa montenegrina
- Chiesa ortodossa bulgara - Sinodo alternativo
- Chiesa russo-ortodossa in America

#### Altre Chiese che si chiamano ortodosse
- Chiesa cattolica ortodossa evangelica in America
- Chiesa ortodosso-cattolica d'America
- Chiesa della Santa Fede dell'oriente cristiano
- Chiesa apostolica ortodossa
- Chiesa russo-ortodossa antica

## Altre Chiese orientali
Non appartengono a questa comunione altre Chiese orientali che a volte vengono definite "ortodosse":
- la Chiesa assira d'Oriente e l'Antica Chiesa d'Oriente, che si considerano (come si considera pure la Chiesa cattolica caldea) continuazione della Chiesa d'Oriente;
- le Chiese ortodosse orientali come sono dette attualmente (Oriental Orthodox Churches, Églises orthodoxes orientales, Iglesias ortodoxas orientales, orientalisch-orthodoxe Kirchen), un tempo definite (in riferimento al Concilio di Calcedonia, quarto Concilio ecumenico) "non calcedoniane", "pre-calcedonesi", "anticalcedoniane", "monofisite", "antiche orientali", "orientali minori",[2] come la Chiesa copta e la Chiesa armena, in comunione tra di loro, che riconoscono la validità solo dei primi tre Concili Ecumenici.
- le Chiese cattoliche orientali: Chiese che hanno riti liturgici e discipline pressoché identici o alla Chiesa Ortodossa, o alle Chiese ortodosse orientali o alle Chiese connesse storicamente con la Chiesa d'Oriente, ma che sono in piena comunione con il successore di Pietro. A volte chiamate "Chiese uniate", esse attualmente considerano dispregiativo e non privo di venature offensive questo termine.
- comunità ecclesiali tradizionaliste o nazionaliste della tradizione della Chiesa ortodossa ma non in comunione con essa, spesso perché la loro autocefalia non è riconosciuta da essa, almeno non universalmente (come la Chiesa ortodossa ucraina del Patriarcato di Kiev), o perché sono in polemica per l'adozione del calendario gregoriano. Vedi la sezione dedicata.